# General Dynamics F-16 Fighting Falcon
F-16 Fighting Falcon (англ. дословно — боевой сокол, — назван так в честь талисмана Военно-воздушной академии США в Колорадо Спрингс) — американский многофункциональный лёгкий истребитель четвёртого поколения. Распространённое прозвище самолёта в строевых частях USAF — «Viper» (русс. Гадюка)
Разработан в 1974 году компанией General Dynamics. Передан в эксплуатацию в 1978 году. В 1993 году General Dynamics продала свой авиастроительный бизнес компании Lockheed Corporation (в настоящее время — Lockheed Martin). Благодаря своей универсальности и относительно невысокой стоимости является самым массовым истребителем четвёртого поколения (на июнь 2018 года построено свыше 4604 самолётов) и пользуется успехом на международном рынке вооружений (состоит на вооружении 25 стран, на 2019 год являлся самым распространённым боевым самолётом в мире). Последние из 2231 F-16 для ВВС США были переданы заказчику в 2005 году. Модернизированный F-16 продолжает производиться на экспорт и в 2018 году; в частности, в июне 2018 года 16 самолётов заказал Бахрейн, 14 — Словакия и 8 — Болгария в версии F-16V.

## Разработка
Разработка истребителя велась на конкурсной основе в рамках программы по разработке лёгкого истребителя для ВВС США Light Weight Fighter (LWF), объявление которой состоялось 6 января 1972 года, а в феврале были получены шесть аванпроектов от пяти авиастроительных компаний: Northrop с двумя проектами, Boeing, General Dynamics, Lockheed и LTV по одному проекту от каждой. Рассмотрение аванпроектов завершилось в марте, тогда же были объявлены финалисты — General Dynamics (YF-16) и Northrop (YF-17), с которыми 14 апреля были заключены контракты на проведение опытно-конструкторских работ на сумму $39,1 и $38 млн соответственно. Практически одновременно с ВВС свои программы велись ВМС США по созданию многоцелевого палубного истребителя-штурмовика Naval Fighter Attack Experimental (VFAX) и палубного истребителя-перехватчика Air Combat Fighter (ACF), в которой друг другу противостояли General Dynamics и Northrop, наработки которых пригодились в программе LWF. 12 октября командование ВВС одобрило заимствование наработок из программы флота. За основу для прототипов LWF двумя командами были взяты модели самолётов YF-16 и YF-17 соответственно, технические проекты которых с технико-экономическим обоснованием были представлены вниманию жюри конкурса 2 декабря 1972 года. К 1974 году финалисты конкурса LWF образовали две индустриальные команды: тандем LTV/General Dynamics (опытные прототипы Vought 1600, Vought 1601, Vought 1602, YF-16) с одной стороны и McDonnell Douglas/Northrop (MDC 267, YF-17) с другой. 2 октября 1974 года между участниками команд были подписаны соглашения о сотрудничестве. 13 января 1975 года командование ВВС объявило победителя конкурса прототипов — General Dynamics, опытный прототип которой получил индекс YF-16. ВМС, в свою очередь, избрали победителем McDonnell Douglas (получивший индекс YF-18).
Прототип машины, под обозначением YF-16 (№ 72-01567), впервые поднялся в воздух 21 января 1974 года, когда во время пробежки по аэродрому пилот был вынужден взлететь, чтобы избежать аварийной ситуации. Первый полёт по программе испытаний состоялся 2 февраля того же 1974 года. В 1975 году появились первые серийные истребители F-16A, а в 1977 году двухместные F-16B — всего 15 самолётов, с которыми были проведены все лётные испытания до конца 1978 года.

## Конструкция

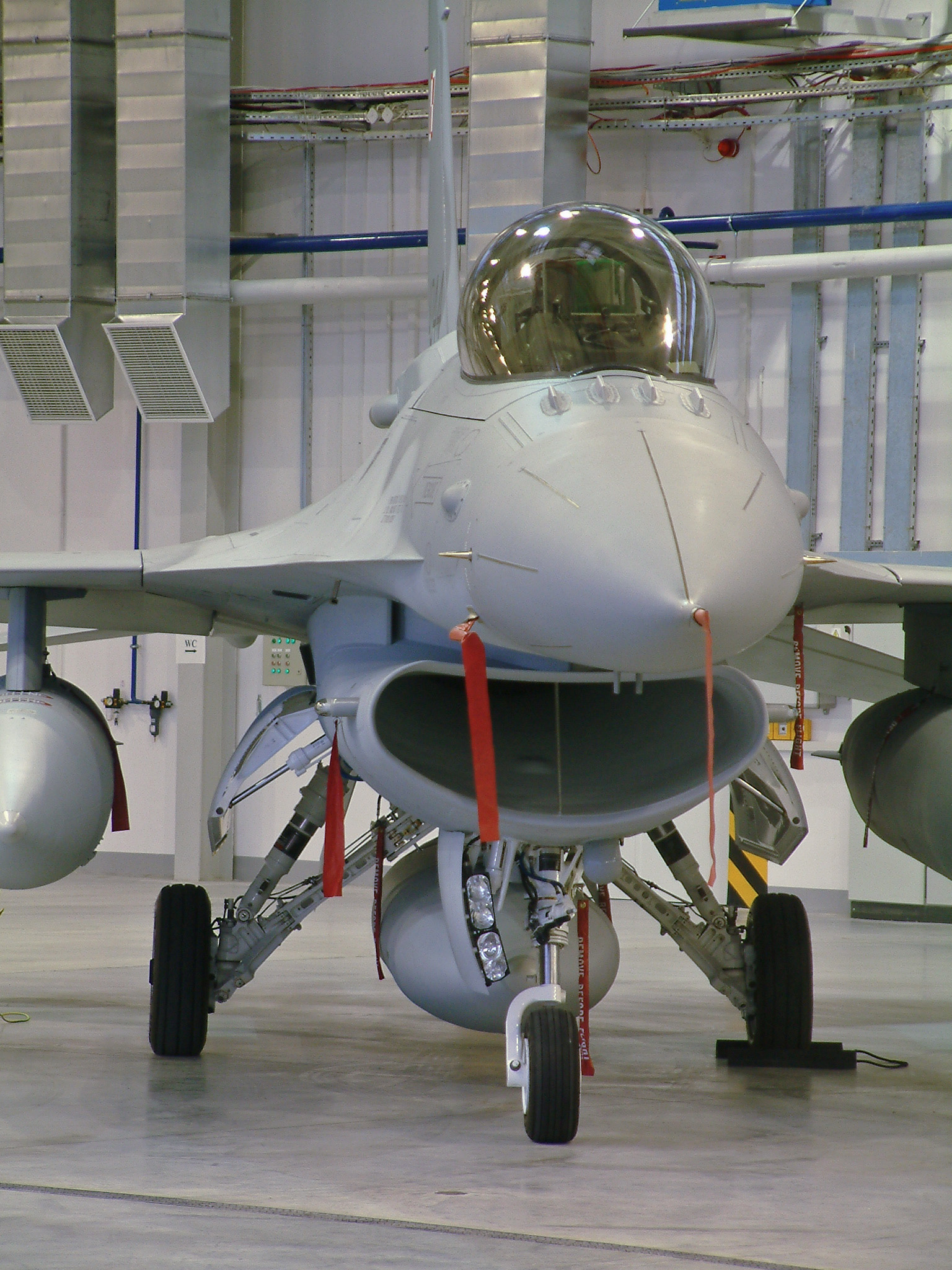
F-16C Блок 52+ из состава ВВС Польши. Беспереплётный фонарь каплевидной формы. Приоритет лучшей обзорности («владение обстановкой») за счёт некоторого ухудшения аэродинамики и увеличения РЛ-заметности

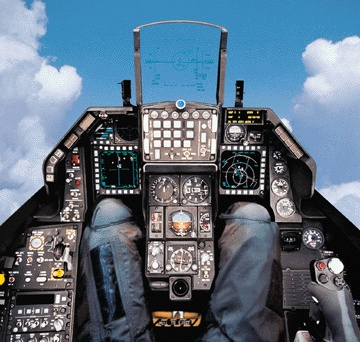
Кабина F-16C

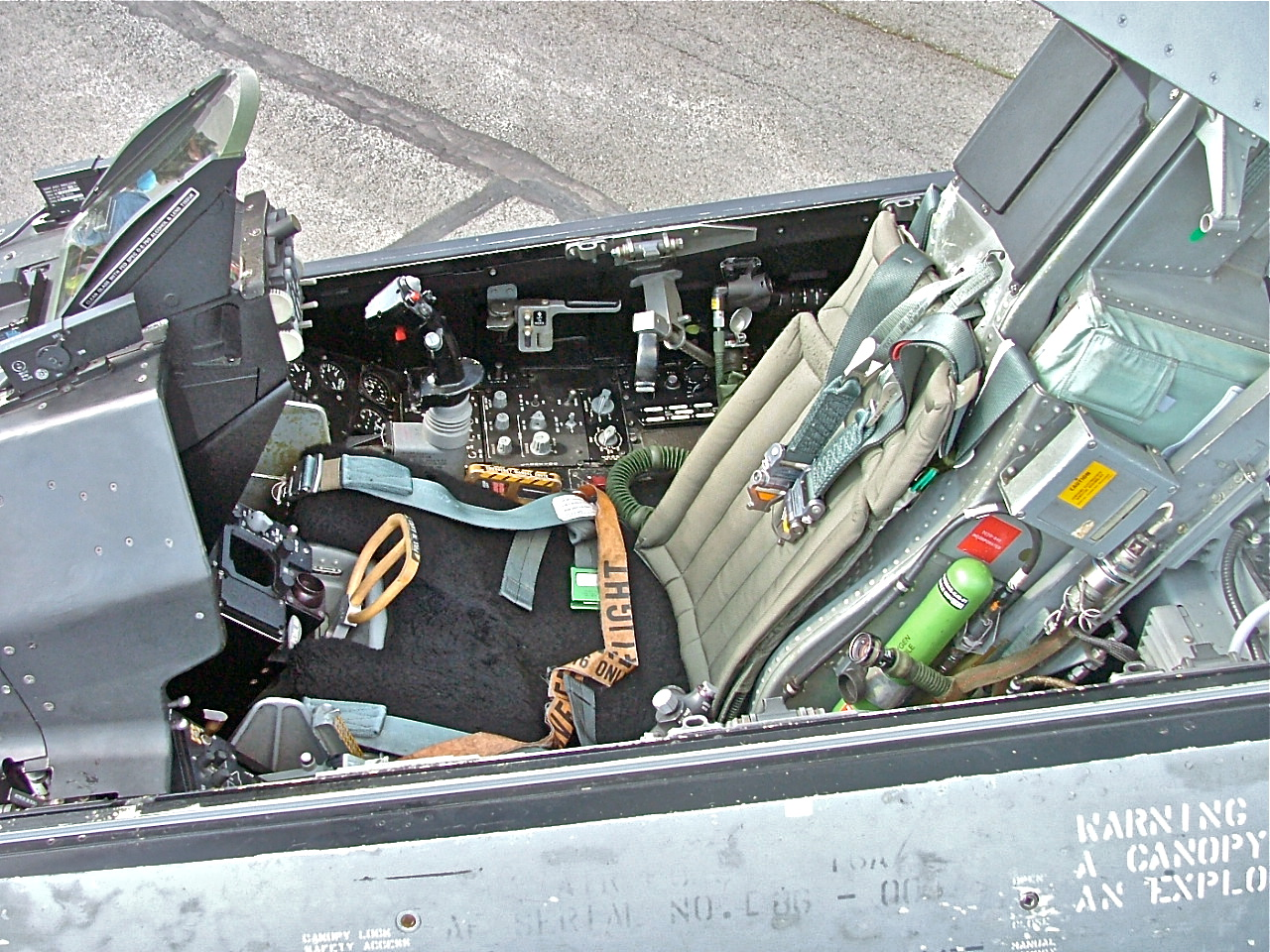
Кабина F-16, откидное кресло пилота, и боковая ручка управления

Первый самолёт ВВС США с расчётной скоростью М=2, который проектировался для завоевания превосходства в воздухе с выполнением манёвров при перегрузке 9 g. Использованные инновации включали: беспереплётный фонарь каплевидной формы для лучшей обзорности кабины, боковая ручка управления, откидное кресло для снижения влияния перегрузок на лётчика, тяговооружённость больше единицы для обеспечения лучшей скороподъёмности и вертикального манёвра.
F-16 создавался как относительно недорогой в изготовлении и простой в обслуживании в сравнении с самолётами-истребителями предшествующих поколений. В конструкции планера F-16 массовая доля различных материалов:
- Сплавы алюминия авиационного назначения — 80 %
- Стали — 8 %
- Композиционные материалы — 3 %
- Сплавы титана — 1,8 %
- Прочие материалы — 7,2 %.

Первоначальными требованиями программы создания лёгкого истребителя LWF (1974 г) предусматривались следующие параметры: ресурс планера 4000 ч, эксплуатационная перегрузка 7,33 g при 80 % запасе топлива во внутренних баках. Позднее специалисты GD улучшили эти показатели до значений: ресурс 8000 ч, перегрузка 9 g с полным запасом топлива во внутренних баках, что потребовало повышения запаса прочности конструкции при некотором увеличении её массы.
Начиная с модификации Блок 25 реализованы дополнительные меры по снижению радиолокационной заметности самолёта. В частности используется нанесение тонкого слоя золота на поверхность створки фонаря кабины, посредством которого падающее высокочастотное излучение равномерно рассеивается, не проникания внутрь кабины. С модификации Блок 32 в конструкции воздухозаборника используются радиопоглощающие материалы (РПМ). В рамках осуществления программ «Pacer Bond» и «Have Glass II» на критические области конструкции наносят РПМ, однако детальная информация остаётся закрытой.
Самолёт отличался высокой степенью унификации деталей, узлов и агрегатов. Авиадвигатель F100 используется также на истребителях F-15 и был полностью взаимозаменяемым. Также взаимозаменяемыми были стойки шасси и ряд аэродинамических элементов двух самолётов: 90 % элементов крыльев и 100 % цельноповоротного горизонтального оперения. С ещё одним массовым самолётом — F-4E их роднило наличие общей системы управления ракетно-бомбовым вооружением, одинаковых узлов его подвески и механизмов отцепки, одинакового вооружения и боекомплекта, одинаковой аппаратуры радиоэлектронного подавления, что упрощало организацию выполнения задач нанесения ракетно-бомбовых и бомбо-штурмовых ударов по наземным целям, а также работу технического персонала. В отличие от другого самолёта General Dynamics — бомбардировщика F-111, использовавшего 250 типов крепёжных деталей, у F-16 этот показатель был ниже в пять раз и не превышал 50 типов. По своему размеру (длине и ширине фюзеляжа, размаху крыльев) самолёт меньше F-4E, F-14 и F-15, имеет габаритные характеристики сопоставимые с F-5E.

## Производство за рубежом
Для производства самолётов для нужд вооружённых сил стран-участниц блока НАТО и обеспечения работой европейских авиастроительных компаний был образован международный консорциум по производству F-16 со штаб-квартирой в США. В консорциуме приняли участие компании Бельгии, Дании, Нидерландов, а также бельгийский филиал британской компании Fairey Aviation. Для организации взаимодействия и выполнения производственного плана между участниками был подписан меморандум о взаимопонимании с распределением обязанностей. Ключевыми партнёрами были Fokker (Нидерланды), отвечавшая за центроплан, крылья и закрылки, и SABCA (Бельгия), отвечавшая за хвостовую часть фюзеляжа и вертикальное хвостовое оперение. Двигатели F100 европейской сборки собирались на заводах FN (Бельгия). Всего в Европе было запущено три сборочные линии, на каждую из которых возлагалась задача производства и поставки 174 самолётов. Выработалась типичная для блока НАТО схема взаимодействия предприятий военной промышленности, в которой 60 % стоимости деталей самолёта в долларовом эквиваленте для европейских самолётов производилось на авиазаводе № 4 ВВС США в Форт-Уэрте, штат Техас (администрируемом по контракту GD/FW Division), а затем экспортировалось на заводы Fokker в Нидерландах и Fairey в Бельгии для конечной сборки, а каждый третий самолёт американской сборки имел центроплан привезённый в США с завода Fokker, каждая третья хвостовая часть фюзеляжа поставлялась в США с завода SABCA, общая стоимость деталей европейского производства для самолётов американской сборки составляла 10 %.

## Модификации

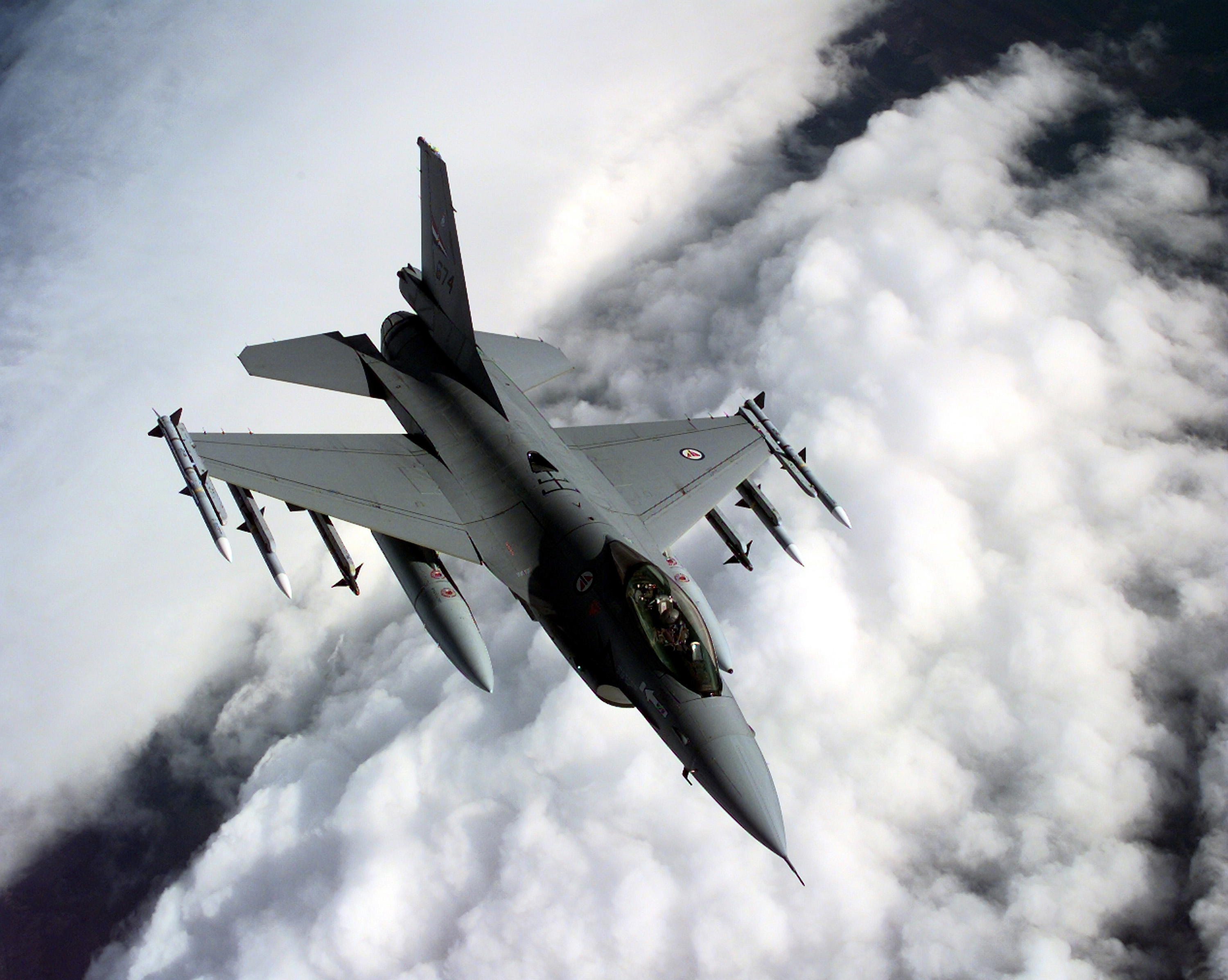
Норвежский F-16A в небе над Балканами

- Block 1 — первый полёт август 1978 года. Базовая модификация
- Block 5 — произведён 201 самолёт
- Block 10 — 312 построено до 1980
- Block 15 — ноябрь 1981. Установлено новое хвостовое оперение. Радар AN/APG-66. Ракеты AIM-7, введена возможность подвески тысячефунтовых бомб на подкрыльевых точках подвески. В кабине пилота установлен кондиционер. Произведено 983 за 14 лет.
- Block 15 OCU (Operational Capability Upgrade) — модернизация 1987 года, всего прошли 217 самолётов, установлен двигатель F100-PW-220, вооружение: AGM-119 и AGM-65, AIM-120 AMRAAM. Установлен радиовысотомер. СИП AN/ALQ-131. Максимальный вес 17 000 кг.
- Block 20 — модернизация 150 F-16OCU
- Block 25 — 19 июня 1984 года. Установлены двигатели F100-PW-200E, радар AN/APG-68, способен работать в том числе в режиме синтезированной апертуры. Реализован принцип стеклянной кабины. Вооружение: AIM-120, AGM-65. Помехозащищённая КВ станция. Максимальная масса 19 640 кг. Станция помех AN/ALQ-165
- Block 30/32 — 1985—1989 год. Построено 733. Установлен новый двигатель, в конструкции применены радиопоглощающие материалы для снижения ЭПР. Вооружение: AIM-120, добавлена AGM-88

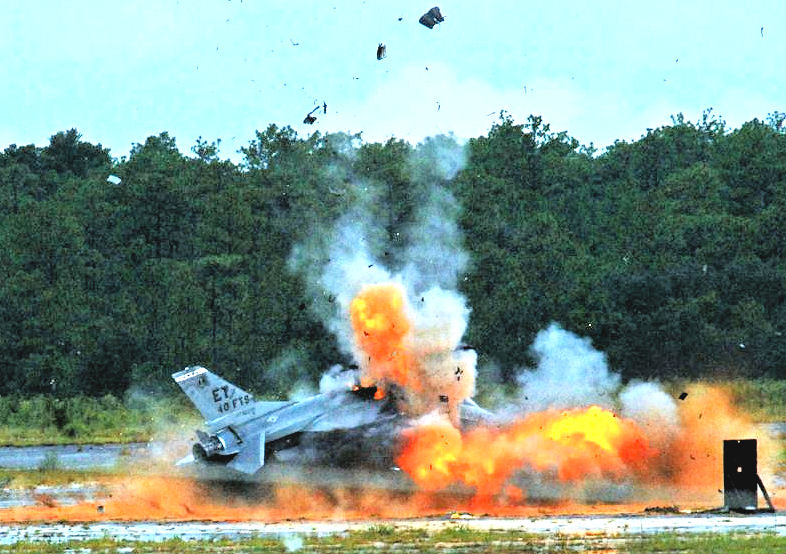
Испытания системы FTS принудительного завершения полёта (подрыва) одного из первых самолётов-мишеней QF-16. 19 августа 2010 года

- F-16D «Jastrząb» — польский вариант самолёта F-16D
- Block 40/42 — 1989—1995, для Египта производство возобновлено в 1999. Произведено 615 шт. Установлен радар APG-68V5, межремонтный ресурс 100 часов. GPS навигация, ловушки ALE-47, введена ЭДСУ. Максимальный вес возрос до 19 200 кг. Вооружение AGM-88 HARM II были добавлены в 1989 году, GBU-10, GBU-12, GBU-24, GBU-15, AIM-120
- Block 50/52 — Установлен двигатель с тягой 12,9 кН. Производится с 1990 по наст. время. Радар AN/APG-68V5, на последних версиях V7 и V8, добавлена ракета AGM-84, AGM-154, до 4 ракет AGM-88. Произведено более 830.
- Block 52+ — Установлен радар V9, с возможностью картографирования, установлены дополнительные баки на фюзеляже.
- Block 60 — Установлена ОЛС, также дополнительные баки, оптико-электронный всепогодный контейнер лазерного целеуказания AN/ASQ-28, уменьшена ЭПР, радар с АФАР AN/APG-80, СИП ALQ-165, двигатель F110-GE-132 с тягой 19000 фунтов сухой и 32500 на форсаже. Вес пустого 9900 кг, нормальная взлётная масса 13 000 кг, максимальная 20 700 кг произведено 80 для ОАЭ.
- QF-16 — В 2010 году ВВС США заключили контракт с Boeing стоимостью $69 млн на серийную конверсию в самолёты-мишени 126 истребителей F-16, выработавших свой ресурс[25]. Беспилотные QF-16 должны заменить парк устаревших и близких к исчерпанию машин QF-4[25]. 19 сентября 2013 года произведён первый полёт QF-16.

### Перспективные программы

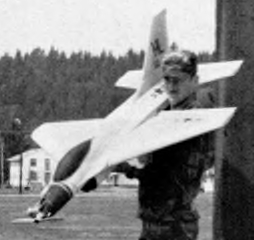
FQM-117C, уменьшенная в девять раз копия F-16, используемая в качестве воздушной мишени

Программы дальнейшего совершенствования F-16 включают CCV (самолёты с конфигурацией, определяемой системой управления) и AFTI — экспериментальная машина с тройной цифровой системой управления полётом и большими подфюзеляжными гребнями. F-16XL бесхвостовой схемы, мог иметь мощное вооружение, большую дальность полёта и лучшую манёвренность по сравнению с исходным F-16.
Первый полёт нового самолёта состоялся в июле 1982 года, однако лётные испытания по этой программе были свёрнуты в конце 1980-х годов по инициативе ВВС США, а два построенных самолёта были переданы NASA для исследовательских целей.

### Истребитель-перехватчик ПВО
С октября 1986 года ВВС США приступили к модернизации 270 машин F-16A/B по программе ADF по переоборудованию самолётов в истребители-перехватчики ПВО. Эти машины получили усовершенствованную РЛС, способную отслеживать мелкие цели, и ПУ для ракет AIM-7 «Sparrow», способных поражать объекты за пределами визуальной видимости. F-16 ПВО могут нести 6 УР AIM-120, AIM-7 или AIM-9 класса «воздух-воздух».

### «Night Falcon» и серия «блок 50»
С декабря 1988 года начался выпуск серии «Блок 40/42» «Night Falcon», с контейнерами прицельно-навигационной маловысотной системы LANTIRN, РЛС APG-68V, цифровой системой управления полётом и системой автоматического следования рельефу местности. «Night Falcon» может нести УР AGM-88B. С увеличением количества оборудования повысился взлётный вес самолёта, что повлекло за собой усиление шасси. С декабря 1991 года стали выпускаться серии «блок 50» и «блок 52». Эти машины имеют РЛС APG-68, новый ИЛС, совмещённый с системой ночного видения, более мощную ЭВМ, а также устройства разбрасывания диполей и ИК-ловушек. Эти последние варианты F-16 оборудованы двигателями F110-GE-229 и F100-PW-220.

### F-16CJ и F-16DJ

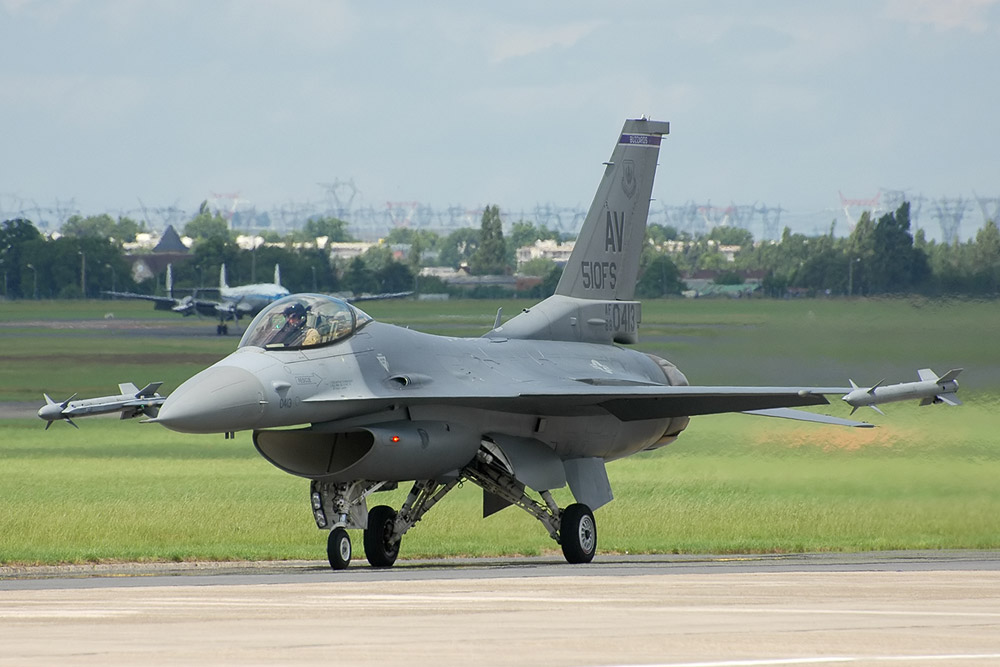
F-16CJ

F-16CJ в модификации Block 50 были созданы для замены устаревших противорадиолокационных самолётов F-4G Wild Weasel V, которые стояли на вооружении ВВС США на протяжении 20 лет. В отличие от прошлых «Диких Ласок» F-16CJ является одноместным самолётом — компьютер перенимает почти всю работу второго пилота. Также существовало несколько двухместных самолётов F-16DJ, но они являются исключением из правила.
С новым одноместным самолётом изменилась также тактика применения Ласок — самолёты стали использовать парами, в то время как прошлые самолёты (F-100F, F-105G и F-4G) использовались в группе с простыми истребителями-бомбардировщиками (обычно F-4G использовался вместе с обычными F-4E или F-16C), которые атаковали наземные цели, после того как F-4G разделывался с РЛС.
F-16CJ несут ракеты AGM-88 HARM и/или AGM-45 Shrike для уничтожения РЛС, а также AIM-9 Sidewinder и AIM-120 AMRAAM для защиты от истребителей противника.

### F-16I
F-16I — двухместный вариант модификации Block 52, разработанный по заказу ВВС Израиля. В сентябре 1997 года Израиль устраивает конкурс на поставку новых истребителей. В конкурсе участвуют F-16I и F-15I. В июле 1999 года объявляется о победе F-16. 14 января 2000 года в рамках программы «Peace Marble V» был подписан первоначальный контракт на 52 машины. 19 декабря 2001 года контракт был расширен до 102 самолётов. В ВВС Израиля F-16I получил обозначение Sufa (гроза). Первый полёт был совершён 23 декабря 2003 года. 19 февраля 2004 года начались поставки в боевые части. Приблизительная стоимость каждого самолёта — 70 миллионов долларов (на 2006 год).
Одним из главных отличий F-16I от Block 52 является замена приблизительно 50 % бортового оборудования на израильские аналоги: так, например, противоракетная система (ложная цель) AN/ALE-50 была заменена на Israeli Aerial Towed Decoy. На самолёт была установлена система Autonomous Air Combat Maneuvering Instrumentation «Ehud», позволяющая имитировать реальные действия во время проведения учебных упражнений. Также самолёт получил нашлемную систему наведения, индикатор на лобовом стекле (HUD), новую центральную бортовую ЭВМ, а также дисплей для отображения картографической информации. F-16I может нести израильские ракеты класса «воздух-воздух» с тепловой системой самонаведения Rafael Python. Для увеличения дальности на самолёт устанавливают съёмный конформный подвесной топливный бак производства Israel Aerospace Industries. Основными американскими системами являются турбореактивный двухконтурный двигатель F100-PW-229 (совместимый с F-15I) и радар APG-68(V)9.

### F-16E/F Block 60
Lockheed Martin F-16E/F Block 60 Desert Falcon — одна из последних модификаций самолёта, является многофункциональным истребителем. Впервые поднялся в небо в 2003 году. Он предназначен для нанесения ударов высокоточным оружием по наземным целям вне зависимости от времени суток и погоды, в условиях жёсткого противодействия со стороны ПВО противника.
Имеет увеличенные топливные баки и радар APG-80.

### F-16V
Американская компания Lockheed Martin объявила о разработке новой версии истребителя F-16 Fighting Falcon — F-16V. V в индексе самолёта обозначает Viper, «гадюка». Новая версия самолёта получит радар с активной фазированной решёткой, новый бортовой компьютер и некоторые доработки в кабине пилота. По оценке компании, до версии Viper может быть модернизирован практически любой истребитель F-16. Первые машины модифицированные до уровня F-16V получил Тайвань в 2018 году. Согласно контракту подписанному в 2016 году, с 2017 по 2022 годы в Тайване будут модернизированы 142 F-16A/B Block до уровня F-16V.

### F-16 Block 70/72
F-16 Block 70 и Block 72 получили одинаковый набор оборудования и отличаются только двигателем: первая версия была оснащена силовым агрегатом General Electric F110, а в конструкцию Block 72 интегрировали Pratt & Whitney F100.
Block 70/72 отличаются от прошлых версий F-16 модернизированной кабиной пилота с основным дисплеем высокого разрешения, расширенным набором вооружения и наличием конформных топливных баков. Кроме того, самолёты обладают радиолокационной станцией с активной фазированной антенной решёткой (АФАР) AN/APG-83 Scalable Agile Beam Radar (которая, по мнению National Interest, наделяет его характеристиками самолётов пятого поколения).

## Вооружение
Ниже описанное вооружение используется самолётами F-16 различных модификаций.
Управляемые ракеты воздух-воздух:
- AIM-7 Sparrow,
- AIM-9 Sidewinder,
- AIM-120 AMRAAM ,
- Rafael Python 3,
- Rafael Python 4,
- Rafael Derby,
- IRIS-T.

Управляемые ракеты воздух-земля:
- AGM-65 Maverick,
- Penguin (ракета),
- AGM-88 HARM,
- AGM-84 Harpoon.

Комплекс для авиабомб: 
- JDAM.

## Тактико-технические характеристики

Трёхмерный линейный чертеж самолёта

Приведённые характеристики соответствуют модификации F-16C Block 50/52.
(Летные характеристики F-16V Block 70/72 идентичны)
Источник данных: Jane's

Технические характеристики
- Экипаж: 1 пилот
- Длина: 15,03 м
- Размах крыла: 9,45 м
  - с ракетами на концах крыла: 10,0 м
- Высота: 5,09 м
- Площадь крыла: 27,87 м²
- Профиль крыла: NACA 64A-204
- Коэффициент удлинения крыла: 3,2
- Стреловидность по передней кромке: 40°
- База шасси: 4,0 м
- Колея шасси: 2,36 м
- Масса пустого: 

  - с двигателем F100: 8910 / 9358 кг (без/с конформными баками[англ.])
  - с двигателем F110: 9017 / 9466 кг (без/с конформными баками)
- Нормальная взлётная масса: (с двумя ракетами «воздух-воздух», без ПТБ)
  - с двигателем F100: 12 723 / 14 548 кг (без/с конформными баками)
  - с двигателем F110: 12 852 / 14 661 кг (без/с конформными баками)
- Максимальная взлётная масса: 21 772 кг
- Масса внешней нагрузки: (с полной заправкой внутренних баков)
  - с двигателем F100: 8855 / 9635 кг (без/с конформными баками)
  - с двигателем F110: 8742 / 9190 кг (без/с конформными баками)
- Масса топлива во внутренних баках: 3228 кг
- Объём топливных баков: 3986 л
  - Подвесные топливные баки: 1 × 1136 л или 2 × 1402 л
  - Конформные баки: 1703 л
- Силовая установка: 1 × ТРДДФ General Electric F110 (Block 50)
  - Бесфорсажная тяга: 1 × 7781 кгс
  - Форсажная тяга: 1 × 13100,6 кгс
- Силовая установка: 1 × ТРДДФ Pratt & Whitney F100-PW-229 (Block 52)
  - Бесфорсажная тяга: 1 × 7900,2 кгс
  - Форсажная тяга: 1 × 12900,4 кгс

Лётные характеристики
- Максимальная скорость: 2178 км/ч на высоте 12 200 м
- Боевой радиус: (Block 50)
  - с конформными баками, 3940 л в ПТБ, 2×907 кг бомбы, по профилю большая-малая-малая-большая высота: 1361 км
  - с конформными баками, 5542 л в ПТБ, 2×907 кг бомбы, по профилю большая-малая-малая-большая высота: 1565 км
  - без конформных баков, 3940 л в ПТБ, 2×AIM-120, 2×AIM-9, воздушный патруль: 1759 км
- Перегоночная дальность: (Block 50)
  - без конформных баков, 3940 л в ПТБ: 3981 км
  - с конформными баками, 5542 л в ПТБ: 4472 км
- Практический потолок: 15 240 м
- Динамический потолок: 18 500 м
- Скороподъёмность: ~275 м/с
- Нагрузка на крыло: 781,2 кг/м² (при максимальной взлётной массе)
- Тяговооружённость: 1,03 (без подвесок и конформных баков)
- Максимальная эксплуатационная перегрузка: +9 g

Вооружение
- Стрелково-пушечное: 1 × 20-мм шестиствольная пушка M61A1 (боезапас — 511 снарядов)
- Точки подвески: 9
- Боевая нагрузка: (при +5,5 g)
  - под фюзеляжем: 1000 кг
  - внутренние: 2 × 2041 кг
  - центральные: 2 × 1587 кг
  - внешние: 2 × 318 кг
  - на законцовках: 2 × 193 кг
  - дополнительные точки для подвесного оборудования по бокам воздухозаборника: 2 × 408 кг
- Управляемые ракеты: 

  - ракеты «воздух-воздух»: AIM-7, 6xAIM-9, 6xAIM-120, AIM-132, Python 3, Python 4, Derby, Sky Flash, Magic 2
  - ракеты «воздух-поверхность»: 6xAGM-65A/B/D/G, AGM-45, 2xAGM-84, 4xAGM-88, AGM-154 JSOW, AGM-158 JASSM, Penguin Mk.3
- Бомбы: 

  - корректируемые: 4xGBU-10, 6xGBU-12, GBU-15, GBU-22, GBU-24, GBU-27, 4xGBU-31 JDAM
  - корректируемые кассетные (c WCMD): CBU-103, CBU-104, CBU-105,
  - свободнопадающие: Mark 82, 8xMark 83, Mark 84
- БРЛС:
  - AN/APG-66
  - AN/APG-68
  - AN/APG-80

## На вооружении

Пользователи F-16 выделены синим цветом, бывшие операторы — красным

### Текущие

#### Бахрейн
- КВВС Бахрейна — 18/4 F-16C/D Block 40 на вооружении, 18 F-16V заказано по состоянию на 2024 год[33].
  - Истребительное крыло (авиабаза Шейх Иса, Южная мухафаза)
    - 1-я истребительная эскадрилья
    - 2-я истребительная эскадрилья

#### Бельгия
- Воздушный компонент Бельгии — 45/8 F-16AM/BM по состоянию на 2024 год[34][33].
  - 2-е крыло (авиабаза Флорен, Флорен)
    - 1-я эскадрилья
    - 350-эскадрилья

  - 10-е крыло (авиабаза Кляйне-Брогель, Пир)
    - 31-я эскадрилья
    - 349-я эскадрилья
    - Учебная эскадрилья

#### Венесуэла
- ВВС Венесуэлы — 13/2 F-16A/B по состоянию на 2024 год[33].
  - 16-я группа
    - 161-я эскадрилья
    - 162-я эскадрилья

#### Греция
- ВВС Греции — 10 F-16V(C/D), 20 F-16C/D Block 52+ ADV, 55 F-16CG/DG Block 52+, 69 F-16CG/DG Block 30/50 по состоянию на 2024 год[35][33].
  - 110-е боевое крыло (Государственный аэропорт Лариса «Фессалия», Лариса)
    - 337-я эскадрилья

  - 111-е боевое крыло (национальный аэропорт Неа-Анхиалос, Неа-Анхиалос)
    - 330-я эскадрилья
    - 341-я эскадрилья
    - 347-я эскадрилья

  - 115-е боевое крыло (Аэропорт Ханья «Иоаннис Даскалояннис», Ханья)
    - 340-я эскадрилья
    - 343-я эскадрилья

  - 116-е боевое крыло (аэропорт Араксос, Араксос)
    - 335-я эскадрилья
    - 336-я эскадрилья

  - 133-я боевая группа (аэропорт Кастелли, Кастелли)
  - Тактическая оружейная школа (авиабаза Андравида, Андравида)

#### Дания
- КВВС Дании — 33/10 F-16AM/BM по состоянию на 2024 год[36][33]. 26.6.2023 министр обороны Дании Троэльс Лунд Поульсен заявил, что датские F-16 будут выведены из эксплуатации в 2025 г., на два года раньше запланированного срока[37]
  - Истребительное крыло Скрыдструп (Авиабаза Скрыдструп, Войенс)
    - 727-я эскадрилья
    - 730-я эскадрилья

#### Египет
- ВВС Египта — 168 F-16A/С, 50 F-16B/D по состоянию на 2024 год[33].
  - 232-е тактическое истребительное крыло (Мерса-Матрух)
    - 72-я эскадрилья
    - 74-я эскадрилья

  - 242-е тактическое истребительное крыло
    - 68-я эскадрилья (Асуан)
    - 70-я эскадрилья (Бени-Суэйф)

  - 262-е тактическое истребительное крыло (авиабаза Абу Сувейр, Исмаилия)
    - 60-я эскадрилья
    - 64-я эскадрилья

  - 272-е тактическое истребительное крыло (авиабаза новый Джанаклис, Александрия)
    - 75-я эскадрилья
    - 77-я эскадрилья
    - 79-я эскадрилья

  - 282-е тактическое истребительное крыло (авиабаза Файед, Файед)
    - 86-я эскадрилья
    - 88-я эскадрилья

  - 292-е тактическое истребительное крыло (Каир)
    - 95-я эскадрилья
    - 97-я эскадрилья

  - Школа вооружений

#### Израиль
- ВКС Израиля — 125 F-16I, 50/49 F-16C/D по состоянию на 2024 год[33].
  - Авиабаза Хацерим (Беэр-Шева)
    - 107-я эскадрилья (F-16I)

  - Аэропорт Увда (Эйлат)
    - 115-я эскадрилья (F-16C)

  - Авиабаза Рамат-Давид (кибуц Рамат-Давид)
    - 101-я эскадрилья (F-16C)
    - 105-я эскадрилья (F-16D)
    - 109-я эскадрилья (F-16D)

  - Авиабаза Рамон (Мицпе-Рамон)
    - 119-я эскадрилья (F-16I)
    - 201-я эскадрилья (F-16I)
    - 253-я эскадрилья (F-16I)

  - Авиабаза Тель-Ноф (Реховот)
    - 5601-я эскадрилья лётно-испытательного центра (F-16I/C/D)

#### Индонезия
- ВВС Индонезии — 19/5 F-16C/D Block 52, 6/2 F-16A/B по состоянию на 2024 год[33].
  - 3-е крыло (авиабаза Исваджуди, Мадиун)
    - 3-я эскадрилья (A/B)
    - 14-я эскадрилья (C/D)

  - 6-е крыло (авиабаза Росмин Нурджадин, Пеканбару)
    - 16-я эскадрилья (C/D)

#### Иордания
- КВВС Иордании — 32/15 F-16AM/BM, 12 F-16V на вооружении, ещё 12 F-16V заказано по состоянию на 2024 год[33]. 
  - Авиабаза Муваффак Салти (Азрак)
    - 1-я эскадрилья
    - 2-я учебная эскадрилья
    - 6-я эскадрилья

#### Ирак
- ВВС Ирака — 26/8 F-16C/D/IQ Block 52[33].
  - Авиабаза Балад, Балад
    - 9-я истребительная эскадрилья
    - 11-я истребительная эскадрилья

#### Китайская Республика
- ВВС Китайской Республики — 111/26 F-16A/B Block 70 V на вооружении, заказано 56/10 F-16V(C/D) Block 72 по состоянию на 2024 год[33][38][39].
  - 4-е тактическое истребительное крыло (авиабаза Цзяи, Цзяи)
    - 21-я тактическая истребительная группа
    - 22-я тактическая истребительная группа
    - 23-я тактическая истребительная группа

  - 5-е тактическое истребительное крыло (аэропорт Хуалянь, Хуалянь)
    - 12-я тактическая разведывательная эскадрилья
    - 17-я тактическая истребительная группа
    - 26-я тактическая истребительная группа
    - 27-я тактическая истребительная группа

#### Марокко
- КВВС Марокко — 15/8 F-16C/D Block 52+ на вооружении, заказано ещё 24 F-16V по состоянию на 2024 год[33].
  - Эскадра F-16 (авиабаза Бен-Герир, Бен-Герир)
    - Эскадрон «Гадюка»
    - Эскадрон «Искра»
    - Эскадрон «Сокол»

#### Нидерланды
- КВВС Нидерландов — 26 F-16AM по состоянию на 2024 год[40][33].
  - Авиабаза Фолкл (Уден)
    - 312-я эскадрилья

#### ОАЭ
- ВВС ОАЭ — 55/21 F-16E/F Block 60 по состоянию на 2024 год[33].
  - истребительное крыло (авиабаза Аль-Дафра, Абу-Даби)
    - 1-я эскадрилья
    - 2-я эскадрилья
    - 3-я эскадрилья

#### Оман
- КВВС Омана — 17/6 F-16C/D Block 50 по состоянию на 2024 год[33].
  - Авиабаза Тамраит (Тамраит)
    - 18-я эскадрилья
    - 20-я эскадрилья

#### Пакистан
- ВВС Пакистана —12/6 F-16C/D Block 52+, 23/21 F-16A/B MLU, 9/4 F-16A/B ADF по состоянию на 2024 год[33].
  - 38-е многоцелевое крыло (авиабаза Мушаф, Саргодха)
    - 9-я многоцелевая эскадрилья (F-16A/B MLU)
    - 29-я эскадрилья школы боевых командиров (F-16A/B MLU)

  - 39-е тактическое крыло (аэропорт Шахбаз, Джейкобабад)
    - 5-я многоцелевая эскадрилья (F-16C/D)
    - 11-я многоцелевая эскадрилья (F-16A/B MLU)

  - 41-е тактическое крыло (авиабаза Бхолари, Бхолари)
    - 19-я учебная эскадрилья (F-16A/B ADF)

#### Польша
- ВВС Польши — 36 F-16C и 12 F-16D Block 52+ по состоянию на 2024 год[41][33].
  - 2-е тактическое истребительное крыло
    - 31-я тактическая авиабаза (Познань)
      - 3-я тактическая истребительная эскадрилья
      - 6-я тактическая истребительная эскадрилья

    - 32-я тактическая авиабаза (Ласк)
      - 10-я тактическая истребительная эскадрилья

#### Португалия
- ВВС Португалии — 21 F-16AM и 4 F-16BM по состоянию на 2024 год[42][33].
  - 5-я авиабаза (Монте-Реал)
    - 201-я эскадрилья
    - 301-я эскадрилья

#### Республика Корея
- ВВС Республики Корея — 118/49 F-16C/D по состоянию на 2024 год[33].
  - 10-е истребительное крыло
    - 38-я истребительная группа (авиабаза Кунсан, Кунсан)
      - 111-я истребительная эскадрилья

  - 19-е истребительное крыло (авиабаза Чонвон, Чхунджу)
    - 155-я истребительная эскадрилья
    - 161-я истребительная эскадрилья
    - 162-я истребительная эскадрилья

  - 20-е истребительное крыло (авиабаза Сосан, Сосан)
    - 120-я истребительная эскадрилья
    - 121-я истребительная эскадрилья
    - 123-я истребительная эскадрилья
    - 157-я истребительная эскадрилья

#### Румыния
- ВВС Румынии — 14 F-16AM и 3 F-16BM на вооружении по состоянию на 2024 год[43]. Подписан контракт на покупку 32 F-16AM Норвегии[33][44]. Первые истребители должны быть поставлены в конце 2024 г.
  - 86-я авиабаза лейтенант-авиатор Георге Мочорницэ (Фетешти)
    - 53-я истребительная эскадрилья

#### Сингапур
- ВВС Сингапура — 20 F-16D Block 52+, 20/20 F-16C/D Block 52 по состоянию на 2024 год[33].
  - Истребительная группа (авиабаза Тенгах, Западный регион)
    - 140-я эскадрилья (F-16C/D Block 50)
    - 143-я эскадрилья (F-16C/D Block 50)
    - 145-я эскадрилья (F-16D Block 52+)

  - 56-е истребительное крыло (авиабаза Люк, Аризона)
    - 425-я истребительная эскадрилья — обучает сингапурских пилотов

#### США
- ВВС США — 738/137 F-16C/D по состоянию на 2024 год[33].
  - Боевое авиационное командование — 148/19 F-16C/D, 60 QF-16C[45].
    - 20-е истребительное крыло (авиабаза Шоу, Южная Каролина)
      - 20-я оперативная группа
        - 55-я истребительная эскадрилья
        - 77-я истребительная эскадрилья
        - 79-я истребительная эскадрилья

    - 53-е крыло
      - 85-я испытательно-оценочная эскадрилья (авиабаза Эглин, Флорида)
      - 53-я испытательно-оценочная группа (авиабаза Неллис, Невада)
        - 422-я испытательно-оценочная эскадрилья

    - 57-е крыло (авиабаза Неллис, Невада)
      - Демонстрационная эскадрилья «Громовые птицы»
      - 16-я оружейная эскадрилья
      - 57-я оперативная группа
        - 64-я эскадрилья агрессоров

    - 495-я истребительная группа
      - 24-я истребительная эскадрилья (военно-морская авиабаза Объединённая резервная база Форт-Уорт, Техас)
      - 53-я истребительная эскадрилья (объединённая база Эндрюс, Мэриленд)
      - 306-я истребительная эскадрилья (муниципальный аэропорт Атлантик-Сити, Нью-Джерси)
      - 316-я истребительная эскадрилья (объединённая база национальной гвардии Макинтайр, Южная Каролина)
      - 367-я истребительная эскадрилья (база воздушного резерва Хомстед, Флорида)
      - 383-я истребительная эскадрилья (база космических сил Бакли, Колорадо)

  - Военно-воздушные силы Соединённых Штатов в Европе — военно-воздушные силы Африки — 74/4 F-16C/D.[45]
    - 31-е истребительное крыло (авиабаза Авиано, Италия)
      - 31-я оперативная группа
        - 510-я истребительная эскадрилья
        - 555-я истребительная эскадрилья

    - 52-е истребительное крыло (авиабаза Шпангдалем, Германия)
      - 52-я оперативная группа
        - 480-я истребительная эскадрилья

  - Командование материально-технического обеспечения военно-воздушных сил — 12/22 F-16C/D.[45]
    - 96-е испытательное крыло
      - 96-я испытательная группа
        - 40-я лётно-испытательная эскадрилья (авиабаза Эглин, Флорида)

    - 412-е испытательное крыло
      - 412-я оперативная группа
        - 416-я лётно-испытательная эскадрилья (авиабаза Эдвардс, Калифорния)

  - Командование резерва военно-воздушных сил — 52/2 F-16C/D.[45]
    - 301-е истребительное крыло (военно-морская авиабаза Объединённая резервная база Форт-Уорт, Техас)
      - 301-я оперативная группа
        - 457-я истребительная эскадрилья

    - 482-е истребительное крыло (база воздушного резерва Хомстед, Флорида)
      - 482-я оперативная эскадрилья
        - 93-я истребительная эскадрилья

    - 926-е крыло (авиабаза Неллис, Невада)
      - 926-я оперативная группа
        - 706-я эскадрилья агрессоров

    - 944-е истребительное крыло (авиабаза Люк, Аризона)
      - 944-я оперативная группа
        - 69-я истребительная эскадрилья

  - Тихоокеанские военно-воздушные силы — 123/12 F-16C/D.[45]
    - 8-е истребительное крыло (авиабаза Кунсан, Республика Корея)
      - 8-я оперативная группа
        - 35-я истребительная эскадрилья
        - 80-я истребительная эскадрилья

    - 35-е истребительное крыло (авиабаза Мисава, Япония)
      - 35-я оперативная группа
        - 13-я истребительная эскадрилья
        - 14-я истребительная эскадрилья

    - 51-е истребительное крыло (авиабаза Осан, Республика Корея)
      - 51-я оперативная группа
        - 36-я истребительная эскадрилья

    - 354-е истребительное крыло (авиабаза Эйлсон, Аляска)
      - 354-я оперативная группа
        - 18-я эскадрилья агрессоров

  - Учебно-тренировочное авиационное командование — 69/41 F-16C/D.[45]
    - 49-е крыло (авиабаза Холломан, Нью-Мексико)
      - 54-я истребительная группа
        - 8-я истребительная эскадрилья
        - 311-я истребительная эскадрилья
        - 314-я истребительная эскадрилья

    - 56-е истребительное крыло
      - 56-я оперативная группа
        - 21-я истребительная эскадрилья (авиабаза национальной гвардии Моррис, Аризона)
        - 309-я истребительная эскадрилья (авиабаза Люк, Аризона)
        - 425-я истребительная эскадрилья (авиабаза Люк, Аризона)
- Воздушная национальная гвардия — 274/45 F-16C/D.[46]
  - Воздушная национальная гвардия Аризоны
    - 162-е крыло (авиабаза национальной гвардии Моррис, Аризона)
      - 162-я оперативная группа
        - 152-я истребительная эскадрилья
        - 195-я истребительная эскадрилья

  - Воздушная национальная гвардия Индианы
    - 122-е истребительное крыло (авиабаза Форт-Уэйн, Форт-Уэйн, Индиана)
      - 122-я оперативная группа
        - 163-я истребительная эскадрилья

  - Воздушная национальная гвардия Колорадо
    - 140-е крыло (база космических сил Бакли, Колорадо)
      - 140-я оперативная группа
        - 120-я истребительная эскадрилья

  - Воздушная национальная гвардия Миннесоты
    - 148-е истребительное крыло (авиабаза национальной гвардии Дулут, Миннесота)
      - 148-я оперативная группа
        - 179-я истребительная эскадрилья

  - Воздушная национальная гвардия Нью-Джерси
    - 177-е истребительное крыло (международный аэропорт Атлантик-Сити, Нью-Джерси)
      - 177-я оперативная группа
        - 119-я истребительная эскадрилья

  - Воздушная национальная гвардия Огайо
    - 180-е истребительное крыло (аэропорт Толедо Экспресс, Огайо)
      - 180-я оперативная группа
        - 112-я истребительная эскадрилья

  - Воздушная национальная гвардия Оклахомы
    - 138-е истребительное крыло (международный аэропорт Талсы, Оклахома)
      - 138-я оперативная группа
        - 125-я истребительная эскадрилья

  - Воздушная национальная гвардия округа Колумбия
    - 113-е крыло (объединённая база Эндрюс, округ Колумбия)
      - 113-я оперативная группа
        - 121-я истребительная эскадрилья

  - Воздушная национальная гвардия Техаса
    - 149-е истребительное крыло (Келли Филд, Техас)
      - 149-я оперативная группа
        - 182-я истребительная эскадрилья

  - Воздушная национальная гвардия Южной Дакоты
    - 114-е истребительное крыло (авиабаза национальной гвардии Джо Фосс Филд, Южная Дакота)
      - 114-я оперативная группа
        - 175-я истребительная эскадрилья

  - Воздушная национальная гвардия Южной Каролины
    - 169-е истребительное крыло (объединённая база национальной гвардии Макинтайр, Южная Каролина)
      - 169-я оперативная группа
        - 157-я истребительная эскадрилья
- ВМС США — 22 F-16A/B по состоянию на 2024 год[33].
  - Центр развития боевых действий военно-морской авиации

#### Таиланд
- КВВС Таиланда — 36/14 F-16A/B по состоянию на 2024 год[33].
  - 1-е крыло (авиабаза Корат, Накхонратчасима)
    - 102-я эскадрилья
    - 103-я эскадрилья

  - 4-е крыло (авиабаза Тахли, Накхонсаван)
    - 403-я эскадрилья

#### Турция
- ВВС Турции — 14/16 F-16C/D Block 50+, 162/33 F-16C/D Block 50, 27/8 F-16C/D Block 30 по состоянию на 2024 год[47][33].
  - 1-е главное командование, базы реактивов (авиабаза Эскишехир, Эскишехир)
    - 113-я эскадрилья
    - 401-я испытательная эскадрилья

  - 3-е главное командование, базы реактивов (аэропорт Конья, Конья)
    - 132-я эскадрилья

  - 5-е главное командование, базы реактивов (аэропорт Амасья-Мерзифон, Мерзифон)
    - 151-я эскадрилья

  - 6-е главное командование, базы реактивов (аэропорт Бандырма, Бандырма)
    - 161-я эскадрилья
    - 162-я эскадрилья

  - 8-е главное командование, базы реактивов (аэропорт Диярбакыр, Диярбакыр)
    - 181-я эскадрилья
    - 182-я эскадрилья

  - 9-е главное командование, базы реактивов (аэропорт Балыкесир, Балыкесир)
    - 191-я эскадрилья
    - 192-я эскадрилья
    - 193-я учебная эскадрилья

  - 10-е командование, базы самолётов-заправщиков (авиабаза Инджирлик, Инджирлик)
    - 152-я эскадрилья

#### Чили
- ВВС Чили — 6/4 F-16C/D Block 50, 29/7 F-16AM/BM по состоянию на 2024 год[33].
  - 1-я группа (авиабаза Лос-Кондорес, Икике)
    - 3-я эскадрилья (C/D)

  - 5-я группа (авиабаза Серро Морено, Антофагаста)
    - 7-я эскадрилья (AM)
    - 8-я эскадрилья (AM/BM)

#### Украина
- ВВС Украины — до 20 единиц F-16 A/B Block 20 MLU по состоянию на декабрь 2024 года[48][49][50]. Коалиция из 11 стран: Бельгии, Дании, Канады, Люксембурга, Нидерландов, Норвегии, Польши, Португалии, Румынии, Соединённого Королевства и Швеции — в июле 2023 года обязалась подготовить украинских пилотов с последующей передачей самолётов. 18 августа Нидерланды и Дания подтвердили, что получили разрешение от США на передачу истребителей Украине[51]. Передача 20 датских[52] и 24 нидерландских[53] F-16 планируется после завершения подготовки пилотов[54][55]. Коалиция начала обучение украинских пилотов в августе в Дании[51][56]. О начале подготовки к передаче самолётов Украине также заявили Норвегия и Бельгия[57][58]. 31 июля 2024 года стало известно о передаче первой партии F-16[59]. Всего запланирована передача около 80 бортов.

### Бывшие

#### Италия
- ВВС Италии — 26/1 F-16A/B ADF, 4/3 F-16A/B арендованы с 15.3.2001 по 23.5.2012. Поставлены в 2003-4 гг. по программе «Мирный Цезарь»[60]

#### Норвегия
- КВВС Норвегии — в 1980-89 гг. было поставлено 60/14 F-16A/B. Модернизировались. Сняты с вооружения 6.1.2022[61]

### Будущие

#### Болгария
- ВВС Болгарии — заказано 10/6 F-16V(C/D) по состоянию на 2024 год[33]. Первая партия из 8 F-16 должна быть поставлена в 2025 году, вторая — в 2027 году[62]

#### Словакия
- ВВС Словакии — заказано 12/2 F-16V(C/D) Block 70[33][63][64].

#### Филиппины
- ВВС Филиппин - заказано 12 F-16V по состоянию на 2024 год[33].

## Боевое применение
Первый случай боевого применения F-16 произошёл 26 апреля 1981 года в ходе гражданской войны в Ливане.

### Израиль
Гражданская война в Ливане

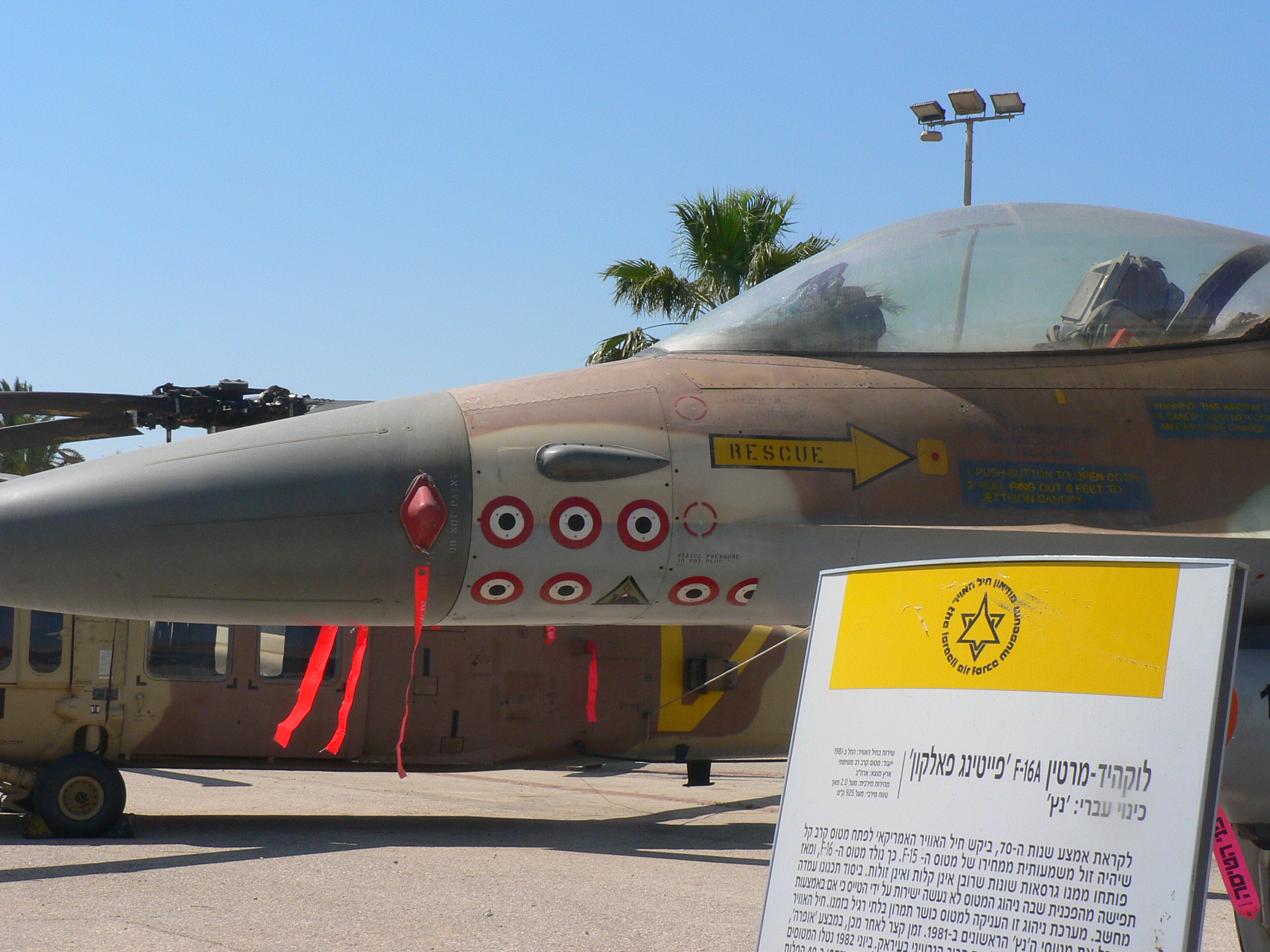
Отметки на фюзеляже израильского F-16 говорят о 7 воздушных победах и участии в налёте на иракский ядерный реактор

26 апреля 1981, в период обострения ситуации в Ливане, израильские истребители F-16 участвовали в налёте на лагеря палестинских боевиков. 28 апреля 1981 была одержана первая воздушная победа — самолётами 117-й эскадрильи был сбит один вертолёт из двух Ми-8Тс из состава сирийского воинского контингента в Ливане; весь экипаж вертолёта (четыре человека) погиб. 14 июля того же года F-16 (пилот — Амир Нахуми, командир 110-й эскадрильи) одержал первую воздушную победу над самолётом, сбив сирийский истребитель МиГ-21. В мае 1982 года «Файтинг Фалконы» сбили ещё три сирийских МиГ-21.
В ходе операции «Мир Галилее» в июне 1982 года F-16 и F-15 участвовали в большом трёхдневном воздушном бое против МиГ-21 и МиГ-23БН одержав, в общей сложности, 44 подтверждённые[кем?] воздушные победы, при этом по утверждениям одной статьи The National Interest без единой собственной потери. В то же время в других статьях этого же The National Interest говорится про потерю одного F-16A.
11 июня израильские F-16 нанесли мощный удар по сирийским войскам, в результате чего те понесли большие потери (в частности, по израильским и российским заявлениям «почти полностью была уничтожена 47-я бригада»), потеряв около 30 танков из 100. В дальнейшем самолёты этого типа продолжали привлекаться к рейдам на палестинские базы в Ливане; в ходе такого налёта 23 ноября 1989 года один самолёт был повреждён зенитным огнём, но впоследствии вернулся в строй.
В 1985 году израильским F-16 над Ливаном был сбит сирийский беспилотный разведчик комплекса ВР-3 «Рейс».
Некоторыми российскими источниками утверждается, что 5 F-16 были сбиты истребителями МиГ-23МФ, однако некоторые обстоятельства не позволяют убедительно подтвердить уничтожение израильских самолётов. Как следует из статьи В. Бабича (служившего военным советником в единственной сирийской эскадрилье МиГ-23МФ) «МиГ-23МФ в ливанской войне»,. все эти победы были засчитаны сирийским пилотам на основе их собственных докладов («По докладам лётчиков, сбито 5 самолётов противника…»). Бортовых записей, подтверждающих заявленные победы, у сирийцев не могло быть, поскольку ни один из МиГ-23, чьи пилоты заявляли о сбитых израильских самолётах, не вернулся на базу. Согласно данным из архивов МО РФ, ВВС Израиля потеряли от 5 до 9 F-16.
Налёт на иракский ядерный центр
7 июня 1981 года восемь израильских F-16 участвовали в налёте на иракский ядерный реактор Озирак под Багдадом. Они входили в ударную группу; прикрытие осуществляли шесть F-15. В результате налёта строящийся реактор был необратимо повреждён. Израильские самолёты потерь не понесли.
Вторая Интифада
С мая 2001 года F-16 ограниченно привлекались к ударам по целям на территории Палестинской автономии в ответ на террористические акции палестинских организаций.
Налёт на Сирию
5 октября 2003 года, в ответ на теракт в ресторане Хайфы, организованный группировкой «Исламский Джихад», израильские F-16 совершили налёт на базовый лагерь группировки в Сирии.
Вторая Ливанская война
В 1990-е и 2000-е годы F-16 участвовали во множестве налётов на позиции группировки «Хизбалла» на юге Ливана. В июле—августе 2006 года они активно использовались во Второй Ливанской войне. Единственной потерей стал F-16I, разбившийся 19 июля по технической причине во время взлёта; оба члена экипажа выжили. В последующие годы израильские F-16 сбили несколько разведывательных дронов Хизбаллы.
Налёт на Тунис
1 октября 1985 года восьмёрка израильских F-16 совершила бомбовый налёт на пригород Туниса Хаммам аш-Шатт, в котором находилась штаб-квартира Организации освобождения Палестины. В результате налёта сотни человек погибли и были ранены, по большей части мирных жителей Туниса, нежели членов ООП.
Операция «Литой Свинец»
Израильские F-16 использовались во время операции на территории Сектора Газа в конце 2008 — начале 2009 годов. Всего было задействовано около 300 таких самолётов, которые в ходе операции совершили около 500 авианалётов. Из за плохой организованности и разведки большинство ударов F-16 приводили к гибели мирных жителей. На пилотах F-16 лежит ответственность за подавляющее большинство погибших мирных жителей.
Операция «Облачный Столп»
В 2012 году израильские F-16 применялись для бомбардировки Сектора Газа.
Гражданская война в Сирии
Израильские F-16 отмечены в нанесении ударов по позициям сирийской армии и реже по иранским войскам на сирийской территории, которые в это время ведут борьбу со вторжением международного терроризма на территорию Сирии.
17 июля 2016 года пара израильских F-16 вылетела на перехват неизвестного беспилотного самолёта над Голанскими высотами. Истребители выпустили ракету «воздух-воздух» но не попали. БПЛА после 30 минут полёта над израильской территорией ушёл в сирийское воздушное пространство.
10 февраля 2018 года при налёте восьмёрки израильских F-16 на пункт управления иранским БПЛА в Сирии, сирийским ЗРК С-200 был сбит израильский F-16I (ещё несколько могли быть повреждены), оба лётчика которого катапультировались и были ранены. По израильским заявлениям число ракет выпущенных противовоздушной обороной составило около 10. Самолёт-нарушитель рухнул на территории Израиля возле Хардуфа.
20 января 2019 года четвёрка израильских F-16, каждый из которых нёс по 2 ракеты «воздух-земля», выпустила 7 ракет по международному аэропорту Дювале в Сирии. Ни одна ракета не смогла достичь цели. В последующих ударах F-16 удалось поразить несколько целей, погибло 4 и ранено 6 сирийских военных.
15 сентября 2018 года самолёты ВВС Израиля в международном аэропорту Дамаска поразили иранский самолёт Boeing 747. Позже «Боинг» был отремонтирован и вернулся в Тегеран.
Операция «Нерушимая скала»
Израильские F-16 поддерживали с воздуха вторжение в Сектор Газа в 2014 году.
Авиаудары по Сектору Газа
26 мая 2016 года F-16 ВВС Израиля нанесли авиаудары по Сектору Газа, после того как бойцы ХАМАС подбили из миномётов несколько израильских инженерных машин.
5 октября 2016 года израильские F-16 нанесли авиаудар по Сектору Газа. При возвращении у одного F-16, как указывалось, произошло произвольное самовозгорание, пилот (замком эскадрильи) катапультировался и погиб, навигатор катапультировался, был ранен и эвакуирован.
7—9 февраля 2017 года израильские F-16 нанесли около 20 авиаударов по Сектору Газа. 9 февраля в Рафахе в результате попадания двух ракет выпущенных F-16 было убито два мирных жителя и пять было ранено. Палестинцы в ответ обстреляли ракетами израильский город Эйлат.

### Венесуэла
Впервые Венесуэла задействовала истребители F-16 в августе 1987 года для противодействия флоту Колумбии нарушившему морскую границу. Однако применения оружия зафиксировано не было.
Путч 1992 года
В ходе неудавшейся попытки переворота в Венесуэле 27 ноября 1992 года обе эскадрильи ВВС страны, вооружённые F-16, остались лояльны правительству. Они выполняли ударные задачи, а также сбили два OV-10 и один AT-27 мятежников.
Борьба с контрабандой
12 октября 2013 года F-16A послереволюционных ВВС Венесуэлы сбили два лёгких самолёта, перевозящих наркотики.
29 января 2015 года венесуэльский F-16A над Арубой сбил частный самолёт CL-601, зарегистрированный в США и перевозящий наркотики.
5 декабря 2020 года самолёт BAe 125 (р/н N484AR, с/н 258014) с контрабандным грузом нарушил воздушное пространство Венесуэлы, после перехвата истребителями F-16 Венесуэлы самолёт-нарушитель рухнул на землю.

### НАТО
Боснийская война
F-16 из состава ВВС нескольких стран НАТО принимали участие в патрулировании запретной для полётов зоны над Боснией, введённой в 1993 году. При этом имел место один воздушный бой (28 февраля 1994 года), в котором американским истребителям удалось сбить 5 или 4 штурмовиков Jastreb-Galeb боснийских сербов, не понеся потерь. В августе—сентябре 1995 года самолёты США, Дании и Нидерландов наносили удары по сербским позициям в рамках операции «Deliberate Force». За время операций над Боснией потерян один F-16 ВВС США — он был сбит с земли 2 июня 1995 года; пилот катапультировался и через несколько дней был эвакуирован.
Военная операция против Югославии
В ходе воздушной кампании 1999 года F-16 был одним из основных ударных самолётов НАТО; в боевых действиях участвовали самолёты ВВС США, Бельгии, Дании, Нидерландов, Турции. Американские самолёты активно использовались для борьбы с югославскими радарами. За время кампании пилоты «Файтинг Фалконов» одержали две воздушные победы над истребителями МиГ-29 (при этом погиб командир единственной сербской эскадрильи МиГ-29 полковник Миленко Павлович), причём одна из них принадлежала лётчику Королевских ВВС Нидерландов. По официальным данным НАТО, потери составили один самолёт, который был сбит 2 мая зенитно-ракетным комплексом С-125; пилот катапультировался и был эвакуирован. Сербские и российские источники утверждают о более тяжёлых потерях (по одному из изданий — не менее 7 «достоверно сбитых» F-16), однако никаких фактических доказательств тому не приводится.
Военная операция в Афганистане
В воздушных операциях октября—декабря 2001 года принимали участие только американские F-16. В апреле 2002 года один из американских самолётов оказался вовлечён в инцидент «дружественного огня», атаковав канадское подразделение (погибли 4 канадских военнослужащих). С 2002 года на авиабазе Манас (Кыргызстан) дислоцировалась смешанная эскадрилья, состоявшая из F-16 ВВС Дании, Нидерландов и Норвегии.
Потери F-16 в ходе войны:
19 декабря 2002 года нидерландский F-16AM упал при взлёте с аэродрома Баграм. Пилот был эвакуирован, самолёт был отремонтирован через длительный промежуток времени.
31 августа 2006 года датский F-16AM разбился в Газни, пилот погиб.
3 апреля 2013 года американский F-16A разбился возле аэродрома Баграм, пилот погиб.
13 октября 2015 года американский F-16C подбит огнём талибов в провинции Пактика, совершил вынужденную посадку.
29 марта 2016 года американский F-16C разбился возле аэродрома Баграм, пилот катапультировался.

### США
Вторжение США в Панаму

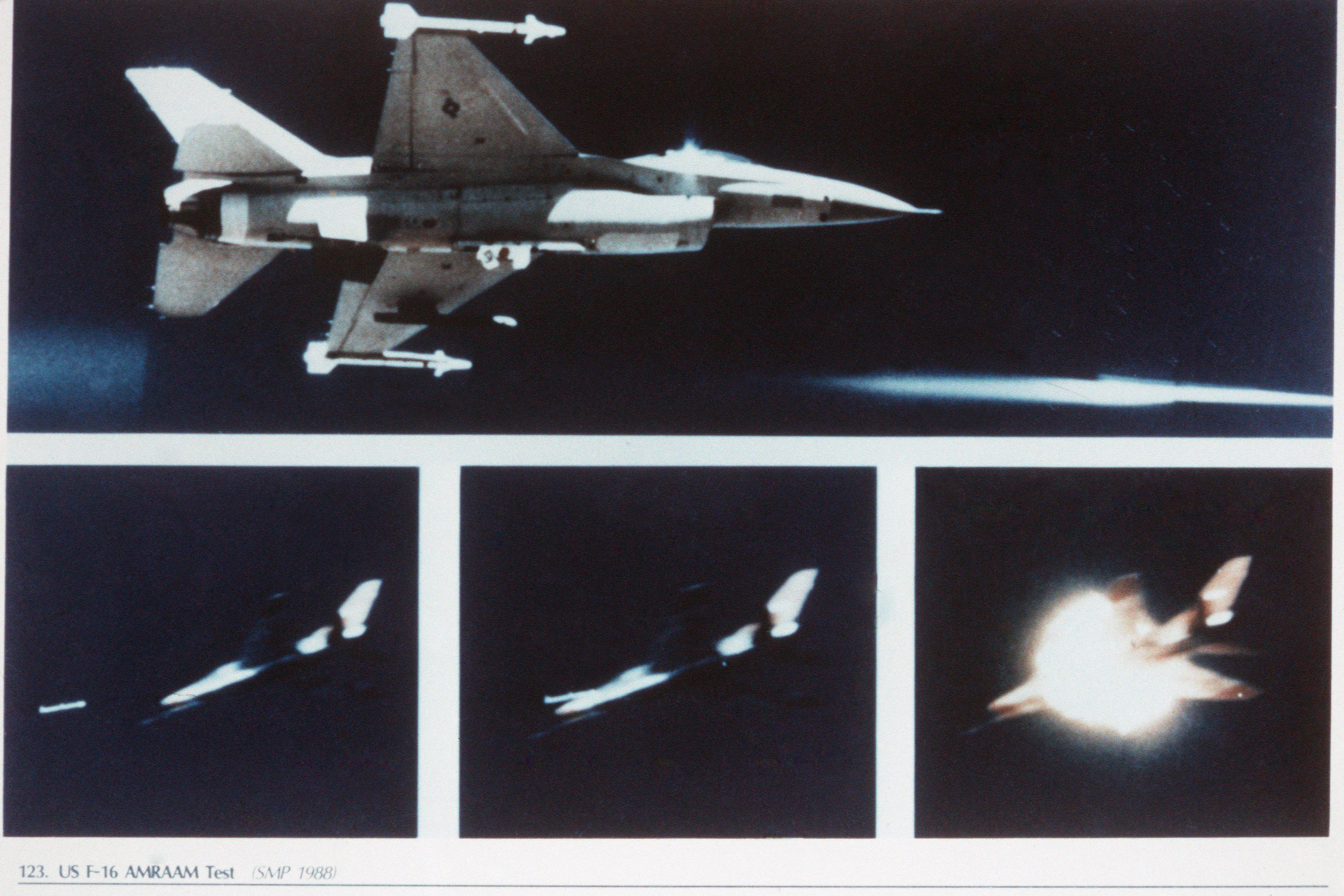
Американский F-16 с помощью ракеты AIM-120 сбивает «Супер-Сейбр»

- участвовало звено истребителей F-16 из состава 388-го тактического истребительного авиакрыла[99]. Самолёты не внесли никакого вклада в операцию, и 21 декабря (на второй день операции) были перебазированы в США[100].

Война в Персидском заливе

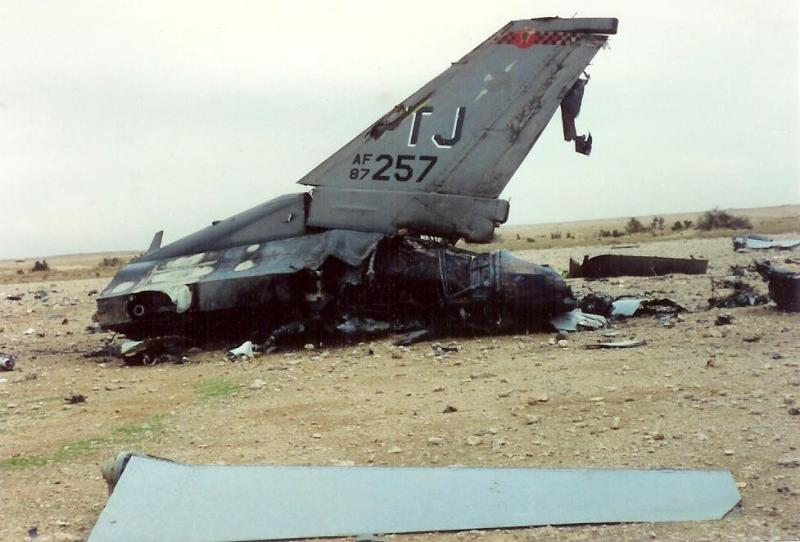
Обломки F-16, сбитого ЗРК С-125 во время операции «Буря в пустыне»

F-16 был самым массовым боевым самолётом авиации Многонациональных сил (всего задействовано 249 единиц) и совершил наибольшее количество вылетов (около 13 450). Применялся в качестве ударного самолёта и для подавления РЛС противника («Дикие ласки»).
F-16 пытались использовать для бомбардировки иракского реактора, который был одним из трёх самых защищённых мест. На третий день войны группа из 56 F-16 сбросила неуправляемые бомбы на территорию комплекса. Результаты бомбардировки были оценены как очень плохие, два самолёта было сбито. Лишь на 42-й день бомбардировок способность проводить ядерные исследования на территории комплекса была сильно ослаблена, при этом только F-16 сбросили на него 170 бомб.
В ходе войны F-16 выпустили 36 ракет «воздух-воздух» AIM-9 и не добились ни одного попадания. В иракских источниках встречается упоминание что один F-16 был сбит иракским МиГ-23. Описан случай поражения истребителями F-16 нескольких иракских вертолётов на земле. В ходе подготовки и операции американские истребители F-16 понесли значительные потери (по отношению боевых потерь к числу нанесённых ударов потери были наименьшими, общее количество потерь было наибольшим среди всех применявшихся самолётов коалиции).
Потери F-16 в ходе конфликта:
3 сентября 1990 года F-16C (с/н 83-1151, 33-я аэ/363-е ак) разбился в Абу Даби. У самолёта произошло возгорание двигателя, пилот катапультировался.
8 января 1991 года F-16C (с/н 88-0483, 4-я аэ/388-е ак) разбился в Саудовской Аравии. Пилот дезориентировался во время ночного тренировочного полёта, врезался в землю и погиб.
14 января 1991 года F-16A (с/н 79-0400, 138-я аэ/174-е ак) разбился из за проблем с двигателем, пилот катапультировался.
18 января 1991 года F-16A (с/н 79-0391, 138-я аэ/174-е ак) подбит ракетой иракского ЗРК. Позже этот самолёт разбился, см. ниже.
19 января 1991 года F-16C (с/н 87-0228, 614-я аэ) сбит иракским ЗРК «Куб» во время налёта на штаб ПВО в Багдаде, пилот к-н Гарри Робертс взят в плен.
19 января 1991 года F-16C (с/н 87-0257, 401-е ак) сбит иракским ЗРК С-125, пилот м-р Джеффри Тайс взят в плен.
21 января 1991 года F-16C (с/н 88-0488, 388-е ак) подбит ракетой иракского ЗРК С-125 над Багдадом. Тяжело повреждённый самолёт совершил вынужденную посадку в Дхаране.
21 января 1991 года F-16C (с/н 87-0224, 401-е ак) упал в Персидский залив. Во время сброса бомб по вражеским целям произошла преждевременная детонация бомбы Mk.84, которая пробила топливные баки самолёта, после израсходования топлива пилот катапультировался.
22 января 1991 года F-16C (с/н 88-0495, 388-е ак) подбит ракетой иракского ЗРК «Оса». Самолёт совершил вынужденную посадку на аэродроме в Рафхе.
15 февраля 1991 года F-16C (с/н 84-1379, 17-я аэ/363-е ак) разбился пытаясь приземлиться в Дафре, пилот погиб.
17 февраля 1991 года F-16C (с/н 84-1218, 17-я аэ/363-е ак) разбился в Ираке в 40 км от саудовско-иракской границы из за возгорания двигателя, некоторые американские источники указывают что возгорание было вызвано попаданием иракского зенитного снаряда, пилот катапультировался и был эвакуирован.
20 февраля 1991 года F-16C (с/н 86-0329, 401-е ак) разбился над аэродромом Диярбакыр в Турции. Самолёт загорелся во время заправки у самолёта-заправщика, пилот катапультировался.
26 февраля 1991 года F-16A (174-е ак) подбит иракским огнём.
26 февраля 1991 года F-16C (388-е ак) подбит иракским огнём.
27 февраля 1991 года F-16C (с/н 84-1390, 10-я аэ/50-е ак) сбит иракским ПЗРК «Игла», пилот к-н Вилльям Эндрюс взят в плен. Во время операции в попытке по спасению пилота иракцами был сбит американский вертолёт UH-60L «Чёрный Ястреб» (с/н 89-2614), пять членов экипажа погибло и три взято в плен.
27 февраля 1991 года F-16C (388-е ак) подбит ракетой иракского ПЗРК «Игла».
13 марта 1991 года F-16C (с/н 88-0453) упал в Красное море при ночной попытке сесть на авианосец USS Nassau, пилот катапультировался.
11 апреля 1991 года F-16A (с/н 79-0391, 138-я аэ/174-е ак) развалился на части при взлёте с саудовской авиабазы Хардж. Пилоты катапультировались, самолёт сгорел.
Послевоенные столкновения
В конце 1992 года резко обострилась ситуация на юге Ирака, где были развёрнуты иракские средства ПВО, представлявшие угрозу для американских и британских самолётов, осуществлявших патрулирование южной неполётной зоны. В январе 1993 года американские F-16 участвовали в налёте на позиции ПВО.
27 декабря 1992 года на юге Ирака группе американских F-16D 363-го ак удалось сбить одиночный иракский МиГ-25ПДС 97-й аэ, пилотируемый капитаном Лаитом Хашим Тхеноном. Перехватчик был сбит ракетой AIM-120, выпущенной подполковником Гари Нортом, иракский пилот катапультировался.
3 августа 1996 года F-16 упал возле Дахрана.
18 июля 2001 года F-16 разбился в Турции, пилот катапультировался.
Иракская война
Как и ранее, американские F-16 применялись в роли ударных самолётов. В ходе вторжения коалиционных сил в Ирак (март—апрель 2003 года) они не имели потерь и воздушных побед в силу полного бездействия иракских ВВС. С началом партизанской войны авиация продолжала действовать, оказывая непосредственную поддержку войскам международной коалиции и нанося удары по выявленным группам боевиков, причём часть F-16 базировалась непосредственно на территории Ирака. 24 марта 2003 года на пролетающий F-16 были наведены ракеты ЗРК Пэтриот, в ответ американский самолёт выпустил по дружественному ЗРК противорадиолокационную ракету HARM, уничтожив пусковую установку. 7 июня 2006 года в результате удара двух «Файтинг Фалконов» был убит лидер иракской ячейки организации Аль-Каида Абу Мусаб Аль-Заркави.
К 2008 году было потеряно как минимум 5 F-16.
Гражданская война в Сирии
1 декабря 2014 года после вылета у F-16 возникли технические проблемы и самолёт разбился в Иордании. Пилот ВВС США погиб.

### Пакистан
В начале 80-х США поставили Пакистану 40 истребителей F-16A. Пакистанские истребители с середины 1980-х годов активно действовали в районе афгано-пакистанской границы, охраняя воздушное пространство страны от периодических вторжений авиации СССР и Афганистана и сами периодически нарушая границу. F-16 стали единственными самолётами Пакистана которые добились подтверждённых воздушных побед в ходе этой войны (использование пакистанцами Mirage 5, F-6 и F-7 успеха не имело).
Нарушения пакистанской воздушной границы
- 17 мая 1986 года пакистанские F-16A одержали первую предположительную воздушную победу. Пилот F-16 Хамид Куадри перехватил над территорией Пакистана пару афганских самолётов и ракетой AIM-9L сбил одного из них. Второй самолёт был обстрелян из пушки но увернулся и смог уйти на аэродром. Куадри заявил что им был сбит Су-22, однако потом показанные пакистанцами обломки не соответствовали данному типу самолёта, вероятно это был Су-7.
- 4 августа 1988 года пакистанским F-16A удалось сбить единственный советский самолёт. Это был штурмовик Су-25, пилотировавшийся Александром Руцким.
- 17 мая 1988 года сбиты два афганских Су-22[120].
- 3 ноября 1988 года пакистанские F-16A одержали последнюю воздушную победу. Пилот Халид двумя ракетами AIM-9L сбил афганский Су-22. Пилот к-н А. Хашим катапультировался[121].

Нарушения афганской воздушной границы
За 1987 год пакистанские истребители как минимум 30 раз нарушили воздушное пространство соседа.
- 16 марта 1987 года пакистанский F-16A (пилот Бадар) над территорией Афганистана двумя ракетами AIM-9L сбил афганский Су-22 (пилот п-п/к Абдул Джамиль катапультировался).
- 30 марта 1987 года пакистанский F-16A (пилот Абдул Разза) над территорией Афганистана возле Хоста сбил афганский военно-транспортный самолёт Ан-26, весь экипаж и пассажиры 39 человек погибли.
- 23 апреля 1987 года возле посёлка Тани в Афганистане афганцы нашли неразорвавшуюся ракету AIM-9L с пакистанского F-16.
- 29 апреля 1987 года пакистанские F-16A впервые встретились в бою с истребителями, советскими МиГ-23МЛД, это привело к потере одного F-16. ТАСС заявил, что самолёт были сбит ПВО Афганистана. В российских источниках встречается утверждение, что F-16 был сбит ракетой, выпущенной советским истребителем МиГ-23 на встречном курсе[122], однако это не соответствует действительности; в инциденте действительно участвовали советские МиГ-23, но они несли только авиабомбы, и ни один советский лётчик не заявлял о сбитии пакистанского самолёта[123][124].

Итоги
Предотвращать нарушения пакистанским F-16 с каждым годом удавалось всё хуже и хуже. Если в 1986 году (когда был предполагаемо сбит первый нарушитель) произошло около 500 нарушений (убито и ранено около 100 пакистанских военнослужащих и гражданских), то в 1987 году произошло около 600 нарушений (не сбито ни одного), при этом потери пакистанцев увеличились до примерно 700 убитых и раненых за год. В 1988 году при двух известных сбитых нарушителях произошло свыше 1500 пересечений воздушного пространства со стороны Афганистана, в результате массированных ударов самолётов-нарушителей было убито и ранено более 3,5 тысячи пакистанцев.
В общем итоге, граница Пакистана нарушалась афганскими и советскими летательными аппаратами с 1986 по 1988 год 2695 раз, убито 1578 и ранено 2926 пакистанских военнослужащих и гражданских, при этом было сбито два-три нарушителя.
Граница же Афганистана, в итоге, в 1987 году нарушалась около 30 раз. Потеряны два афганских самолёта (один боевой и один военно-транспортный), при этом от огня F-16 погибли только гражданские — 39 человек. Пакистан потерял один истребитель F-16.

### Индо-пакистанский конфликт
В ходе Каргильского конфликта F-16 были самыми современными истребителями ВВС Пакистана.
В конце мая 1997 года границу Пакистана нарушил разведчик МиГ-25Р 102-й эскадрильи ВВС Индии. На перехват его поднялись пакистанские истребители F-16. МиГ-25 полетел в сторону пакистанской столицы Исламабада. Пролетев на сверхзвуке над столицей индийский самолёт развернулся и ушёл в индийское воздушное пространство, F-16 ничего сделать с нарушителем не смогли.
В середине 1999 года пара пакистанских F-16 была перехвачена парой индийских истребителей МиГ-29 на границе. МиГам удалось навести ракеты на F-16, однако не имея разрешения индийские пилоты открывать огня не стали.
8 июня 2002 года пакистанский F-16B (пилот Зульфикар Аюби) ракетой AIM-9L над пакистанским городом Раджа Джанг сбил индийский БПЛА Searcher II израильского производства.
В конце 2008 года пакистанский F-16 перехватил индийский истребитель Mirage 2000 на границе, однако не имея разрешения пакистанский пилот открывать огня не стал.
27 февраля 2019 года в ходе пограничного конфликта между Индией и Пакистаном произошёл воздушный бой между группой ВВС Индии и ВВС Пакистана. Со стороны ВВС Индии в воздушном бою приняли участие восемь истребителей: четыре Су-30МКИ и два МиГ-21УПГ «Копьё» (МиГ-21-93), со стороны ВВС Пакистана — 24 самолёта, в том числе восемь F-16. По заявлению ВВС Индии, в результате воздушного боя МиГ-21 сбил один F-16. Самолёт F-16 упал на части подконтрольной Пакистану территории Джамму и Кашмира. Сам лётчик на МиГ-21 в воздушном бою был сбит пакистанским истребителем JF-17, катапультировался и взят в плен. Пленённый индийский военный лётчик Абхинандан Вартхаман 1 марта 2019 года передан Пакистаном официальным представителям Индии. По данным агентства Reuters информация о сбитом F-16 не соответствует действительности.

### Турция
Турецко-курдский конфликт
Самолёты F-16 ВВС Турции периодически привлекаются к нанесению бомбовых ударов по позициям Курдской рабочей партии. 20 декабря 2016 года при взлёте с аэродрома Диярбакыр разбился турецкий F-16C, пилот катапультировался. Турецкая сторона заявила что не знает, что стало причиной потери самолёта. Курды в этот день заявляли о сбитии одного F-16.
Турецко-греческий конфликт
И турецкие, и греческие F-16 неоднократно участвовали в воздушных инцидентах между ВВС двух стран.
- 18 июня 1992 года истребитель Mirage F1CG 342-й аэ ВВС Греции (с/н 97, б/н 116, пилот 1-й лейтенант Николас Сялмас) перехватил пару турецких истребителей F-16C над Эгейским морем. «Мираж» вошёл в маневрирование с F-16, в ходе которого греческий истребитель сорвался в штопор и упал в море, пилот погиб[129]. Воздушную победу с помощью «манёвра» одержал турецкий пилот 1-й лейтенант капитан Ильхан Филизин[130]
- 15 июля 1993 года во время тренировочного полёта разбился греческий F-16C 330-й эскадрильи (с/н 88-0135)[131], по одной из версий он мог быть перехвачен турецким F-16[132].
- 8 февраля 1995 года турецкий F-16, залетевший в греческое воздушное пространство, был перехвачен двумя греческими истребителями Mirage F1. При попытке уйти от преследования «Миражей» у F-16 кончилось горючее и турецкий пилот лейтенант Мустафа Илдирим катапультировался. F-16 (c/н 91-0021) рухнул в Эгейское море[133][134][135].
- 28 декабря 1995 года пара турецких истребителей F-4E Phantom, вооружённых ракетами «воздух-воздух», в ходе конфликта у Иммии вторглась в греческое воздушное пространство в районе острова Лесбос. На перехват были подняты два греческих истребителя F-16C 111-й эскадрильи ВВС Греции. В ходе воздушного боя один турецкий «Фантом» (с/н 67-0301) рухнул в море, пилот Альтуг Карабурун погиб, оператор Огуз Кирал катапультировался и был арестован[136][137]. Воздушную победу с помощью «манёвра» одержал греческий пилот 1-й лейтенант Г. Теокаридос[130].
- 8 октября 1996 года греческим истребителем Мираж 2000 был сбит турецкий F-16D (с/н 91-0023), один из членов экипажа которого погиб. Информация об этом случае скрывалась обеими сторонами и была признана турецким представителем только в 2003 году[138].
- 23 мая 2006 года пара греческих F-16C вылетела на перехват двух RF-4E и двух F-16C, нарушивших воздушное пространство. В ходе перехвата нарушителей в 15 км от острова Карпатос над морем произошло столкновение греческого и турецкого F-16, оба самолёта разбились (c/н-а 99-1514 и 93-0686 соответственно). Греческий пилот погиб, турецкий выжил[139].

Турецко-греческий конфликт является единственным, где истребитель F-16 понёс подтверждённые потери в воздушных боях, всего было потеряно три турецких F-16 (91-0021, 91-0023 и 93-0686) и один или два греческих F-16 (99-1514 и возможно 88-0135).
Гражданская война в Сирии
10 октября 2012 года пара турецких F-16 вынудила сирийский пассажирский самолёт Airbus A320 совершить посадку в Анкаре.
13 мая 2013 года на турецко-сирийской границе разбился турецкий F-16/C. Пилот катапультировался и погиб.
В сентябре 2013 года турецкие F-16 сбили сирийский военно-транспортный вертолёт Ми-17, заявив что он якобы вторгся в воздушное пространство Турции.
23 марта 2014 года турецкие F-16 сбили сирийский истребитель МиГ-23МЛ, якобы вторгшийся в воздушное пространство Турции. Обломки самолёта были найдены на территории Сирии.
24 ноября 2015 года турецкий F-16 сбил российский бомбардировщик Су-24М, который, по словам российских военных, находился в воздушном пространстве Сирии, а по заявлениям турецких властей — вторгся на территорию Турции, причём как указывали турки самолёт нарушил границу всего на несколько секунд, никаких сообщений и предупреждений о нарушении воздушной границы турецкий пилот не делал. По информации Би-би-си, пилот ВКС РФ был проинформирован о приближении и нарушении границы турецкого воздушного пространства. Обломки самолёта Су-24 были найдены на территории Сирии.
Восстание в Турции

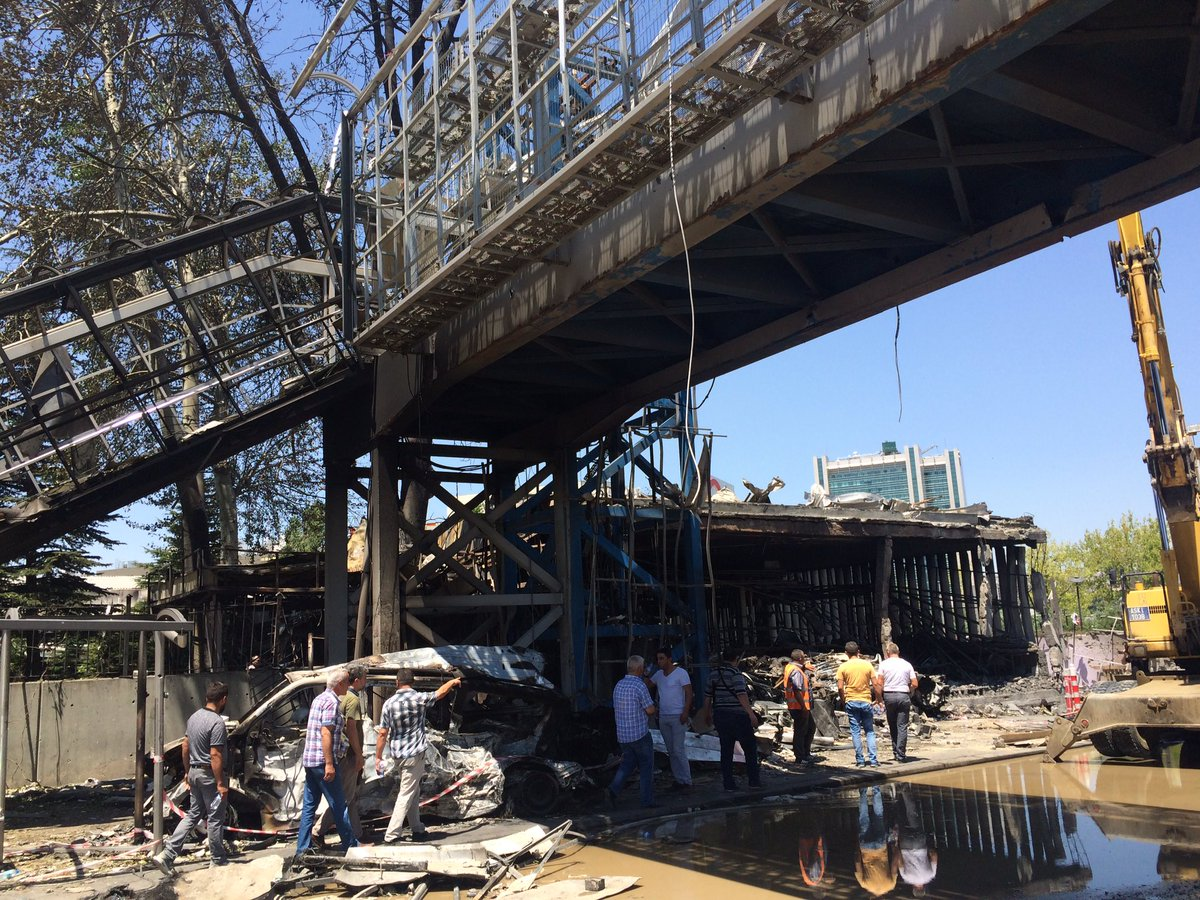
Последствия авиаудара F-16 повстанцев по позициям турецких лоялистов

В июле 2016 года F-16 применялись обеими сторонами.
Ночью 15 июля F-16 повстанцев сбросил 900-кг бомбу GBU-10 на Главное Управление Безопасности Управления Авиации в Анкаре, в результате был уничтожен готовящийся к взлёту полицейский вертолёт S-70i «Чёрный Ястреб» и убито 7 и ранено 5 полицейских.
Другой F-16 сбросил бомбу GBU-10 на штаб спецназа полиции в столице, в результате чего было убито 44 и ранено 36 турецких спецназовцев.
Днём 16 июля был разбомблён Главный штаб полиции в Анкаре, было убито 2 и 39 ранено.
Во время бомбардировок истребителями F-16 президентского дворца было убито 15 человек.
Вылетевшие на помощь проправительственные F-16 сбили вертолёт AH-1W повстанцев, атаковавший полицейских в столице. Утром 16 июля проправительственные F-16 разбомбили авиабазу повстанцев Акинси, на которой было уничтожено несколько вертолётов AH-1W и S-70i.
Восстание привело к потере Турцией большей части лётчиков боевых истребителей и сильного снижения боеспособности турецких ВВС. В результате репрессий более 300 пилотов F-16 были брошены в тюрьмы и уволены из вооружённых сил.

### Ирак
Гражданская война в Ираке
В 05.09.2015 F-16 иракских ВВС, поставленные США в июле 2015, нанесли удары по позициям ИГИЛ на территории Ирака и Сирии.

### Иордания
Гражданская война в Сирии
ВВС Иордании применяли F-16 для нанесения ударов по позициям ИГИЛ в Сирии. В декабре 2014 года (24.12.2014) один иорданский F-16 был сбит в районе сирийского города Ракка.
Вооружённый конфликт в Йемене
24 февраля 2017 года над Йеменом был сбит иорданский F-16 (по другим данным, разбился по технической причине), пилот катапультировался.

### Саудовская Аравия
Вооружённый конфликт в Йемене
ВВС Саудовской Аравии применяли F-16 в составе группировки для ударов по позициям хуситов (при вмешательстве в гражданскую войну в Йемене). К концу октября 2015 года было известно о двух F-16 Саудовских ВВС, сбитых над Йеменом, первый 24 мая, второй 15 октября. До этого считалось, что на вооружении Саудовских ВВС нет самолётов F-16.

### Марокко
Вооружённый конфликт в Йемене
ВВС Марокко применяли (в составе коалиции арабских государств) F-16 для ударов по позициям хуситов в Йемене. 9 мая 2015 года один F-16C ВВС Марокко был сбит огнём средств ПВО в провинции Саада, пилот лейтенант Батхи погиб. Это был первый боевой вылет марокканских F-16.

### Официальная статистика воздушных побед и поражений
Согласно официальной информации ВВС США и НАТО, F-16 ВВС США и стран НАТО одержали в общей сложности 8 воздушных побед. Все победы были одержаны в Ираке и на Балканах.
Кроме того, согласно официальной информации ВВС Израиля израильскими F-16 было одержано около 40 воздушных побед над самолётами ВВС Сирии.
Таким образом общее число воздушных побед F-16 под управлением пилотов из США, Израиля и стран НАТО составляет около 50 самолётов.
Ниже приведена таблица с перечнем воздушных побед F-16 согласно данным США и НАТО и без учёта побед ВВС Израиля и Турции.
| Дата       | ТВД     | Пилот               | Принадлежность | Противник     | Способ поражения |
| ---------- | ------- | ------------------- | -------------- | ------------- | ---------------- |
| 27.12.1992 | Ирак    | NORTH, GARY L.      | США            | MIG-25        | AIM-120          |
| 17.01.1993 | Ирак    | STEVENSON, CRAIG D. | США            | MIG-23        | AIM-120          |
| 28.02.1994 | Балканы | ALLEN, STEPHEN L.   | США            | Jastreb-Galeb | AIM-9            |
| 28.02.1994 | Балканы | WRIGHT, ROBERT G.   | США            | Jastreb-Galeb | AIM-120          |
| 28.02.1994 | Балканы | WRIGHT, ROBERT G.   | США            | Jastreb-Galeb | AIM-9            |
| 28.02.1994 | Балканы | WRIGHT, ROBERT G.   | США            | Jastreb-Galeb | AIM-9            |
| 24.03.1999 | Балканы | P.TANKINK           | Нидерланды     | MiG-29        | AIM-120          |
| 04.05.1999 | Балканы | GECZY, MICHAEL H.   | США            | MiG-29        | AIM-120          |

Исходя из данных, представленных в таблице, видно что ни один из уничтоженных самолётов не был уничтожен пушечным огнём, все самолёты были уничтожены ракетным оружием.
Согласно данным фирмы Дженерал Дайнэмикс, по состоянию на 1992 год ни один F-16 не был потерян в воздушном бою. Согласно данным сотрудника Агентства исторических исследований ВВС США Дэниела Хаулмэна, в 1990-х годах (включая военную операцию против Югославии в 1999 году) самолёты F-16 ВВС США не имели потерь в воздушных боях. В то же время известна информация о воздушных боях между Турцией и Грецией, в ходе которого было потеряно 4 или 5 F-16.

## Аварии и катастрофы
Одна из самых крупных катастроф с участием F-16 произошла 23 марта 1994 года над аэродромом Поуп Филд в Северной Каролине. F-16D ВВС США (с/н 88-0171) заходя на посадку на высоте 100 метров врезался в C-130E (с/н 68-10942), пилоты смогли посадить повреждённый «Геркулес», однако пилоты F-16 решили катапультироваться. Истребитель рухнул на стоящий на взлётной полосе C-141B. Из-за последующего взрыва оба самолёта были уничтожены, погибло 24 американских десантника и 84 получили ранения. Этот инцидент получил название «Green Ramp disaster».
По состоянию на июнь 2016 года было зарегистрировано свыше 650 инцидентов, привёдших к потере самолёта.
С момента начала эксплуатации было зафиксировано 671 крушение F-16 Fighting Falcon, в которых погибли 208 пилотов и 98 человек, оказавшихся в зонах крушения этого самолёта. При этом, американские ВВС потеряли 286 самолётов. Боевые потери F-16 за всё время участия в локальных войнах составили около 160 истребителей.
- 5 октября 2016 года в 17:00 F-16I Block 52 Sufa (с/н 00-1021; р/н 119[174]), приписанный к 119-й эскадрилье ВВС Израиля, потерпел крушение при посадке на авиабазе «Рамон». Причиной стала асимметричная нагрузка, вызвавшая потерю контроля при снижении. Экипаж катапультировался, пилот — майор Охад Коэн-Нов — погиб, штурман получил лёгкие травмы[175][176].
- 2 ноября 2016 года в 15:30 F-16 Block 52+ (с/н 99-1512; р/н 512[177]), приписанный к 343-му крылу ВВС Греции, загорелся во время посадки в аэропорту Акротири на острове Крит. Причиной пожара стала утечка топлива. Пилот был госпитализирован с ожогами[178].
- 5 декабря 2016 года F-16 ВВС Иордании потерпел крушение после взлёта для выполнения тренировочного полёта. Пилот — майор Айед Ахмад аль-Деадж — погиб[179][180].
- 12 декабря 2016 года F-16C Block 50 181-й эскадрильи ВВС Турции, потерпел крушение в 3 километрах от аэропорта Диярбакыр. Пилот катапультировался. Ответственность за инцидент взяла на себя РПК[181][182].
- 24 февраля 2017 года F-16A Block 20 MLU (с/н 88-0045; р/н 157), 1-й эскадрильи ВВС Иордании, был сбит в районе Йемена / Саудовской Аравии. Пилот катапультировался и приземлился на территории Саудовской Аравии[183].
- 5 апреля 2017 года в 09:31 F-16C Block 30H (с/н 87-0306; р/н 87306[184]) 121-й истребительной эскадрильи ВВС США, потерпел крушение в 10 километрах к юго-западу от базы «Эндрюс» после потери тяги и пожара двигателя на взлёте. Пилот безопасно катапультировался. Причиной стала неправильная сборка двигателя[185][186].
- 21 июня 2017 года в 10:30 F-16C Block 42E (с/н 89-2028; р/н 89028[187]) 125-й истребительной эскадрильи ВВС США, загорелся при взлёте с базы «Эллингтон Филд». Пилот катапультировался. Самолёт приземлился на территории аэродрома[188][189].
- 23 июня 2017 года в 12:20 F-16D Block 52D (с/н 91-0466; р/н 91466[190]), демонстрационной эскадрильи ВВС США «Буревестники», перевернулся после приземления на влажную посадочную полосу. Самолёт получил значительные повреждения. Экипаж: капитан Эрик Гонслэйвз и штаб-сержант Кеннет Кордова были доставлены в больницу с незначительными травмами[191][192].
- 5 сентября 2017 года в 15:00 F-16C/IQ (с/н 12-0020; р/н 1605[193]) ВВС Ирака потерпел крушение в 130 километрах к северо-западу от Тусона во время совместной тренировки с 162-м крылом ВВС НГ США. Пилот — капитан Нур Фалих Хизам Расн — погиб[194][195].
- 10 февраля 2018 года F-16I Block 52 Sufa (с/н 99-9428; р/н 868[196]), 201-й эскадрильb ВВС Израиля, был сбит зенитным огнём (возможно ракетой С-200) над Сирией. Самолёт упал на территории Израиля. Оба пилота катапультировались, один из них был тяжело ранен[197][198].
- 22 марта 2018 года в 18:30 F-16C Block 40A (с/н 89-0031[199]) ВВС Турции потерпел крушение в провинции Невшехир во время тренировочного полёта. Пилот погиб[200][201].
- 4 апреля 2018 в 10:30 F-16C Block 52P (с/н 91-0413; р/н 91413[202]), демонстрационной эскадрильи ВВС США «Буревестники», потерпел крушение во время демонстрационного тренировочного полёта недалеко от базы ВВС США «Неллис». Пилот — майор Стивен Дель Баньо — погиб[203][204].

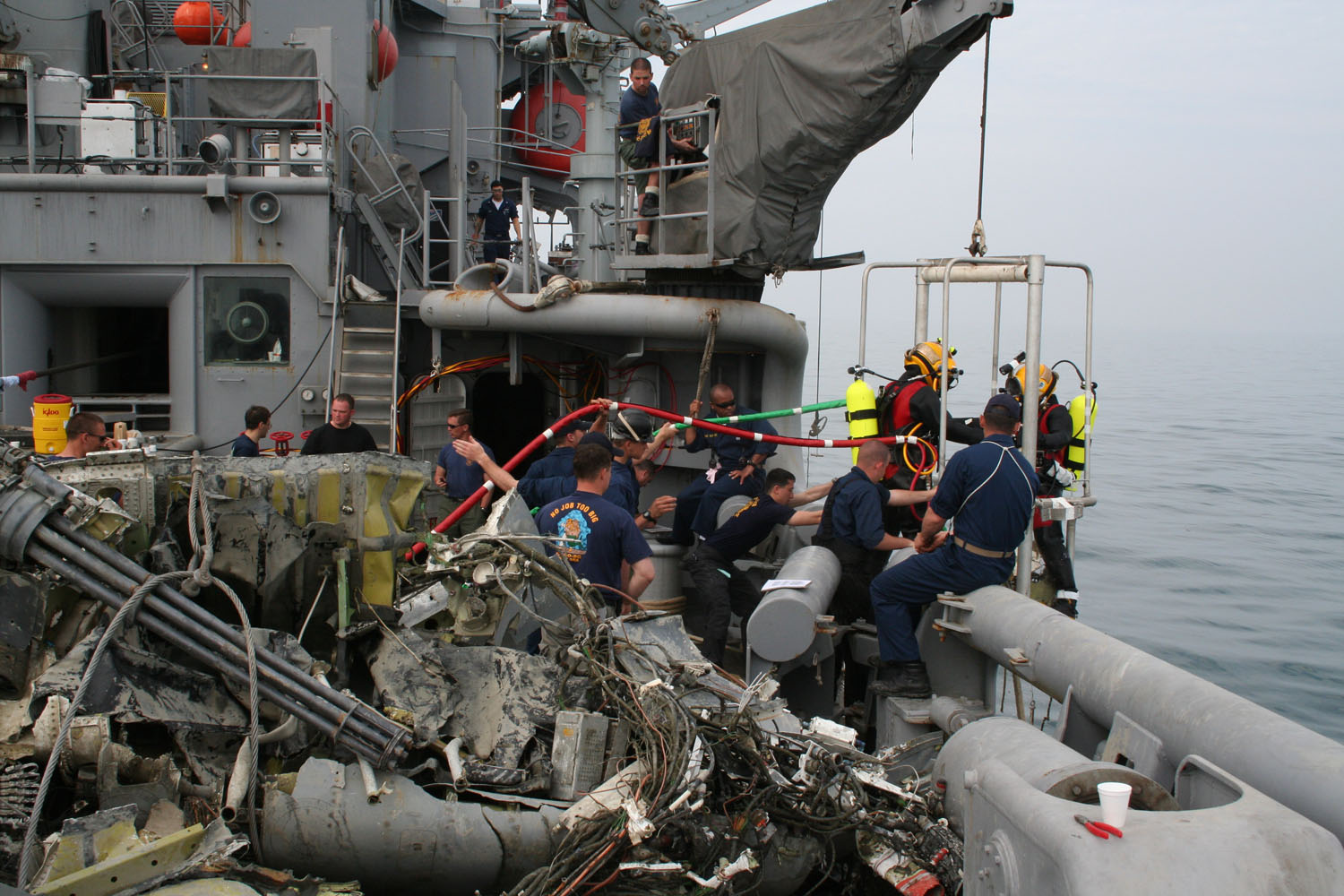
Американские моряки поднимают обломки упавшего F-16

- Американские моряки поднимают обломки упавшего F-164 июня 2018 года в 13:43 F-16A Block 20 (с/н 93-0786; р/н 6685[205]), 12-й тактической эскадрильи ВВС Тайваня, потерпел крушение во время тренировочного полёта. Обломки самолёта были найдены в 3 км от метеорологической радиолокационной обсерватории, а чёрный ящик в 120 метрах от места крушения. Пилот — майор Ву Йен-тин — погиб[206][207].
- 11 октября 2018 года в 14:10 F-16A Block 20 (с/н 89-0006; р/н FA-128[208]), 2-го крыла Воздушного компонента Бельгии, был уничтожен обстрелом на авиабазе «Флорен». Техник открыл огонь с борта другого самолёта во время наземного обслуживания. Ещё один F-16 получил повреждения. Два человека были травмированы[209][210].
- 27 февраля 2019 года в 12:13 KF-16D (с/н 93-4103; р/н 93-103[211]) ВВС Республики Корея потерпел крушение над Жёлтым морем после технической неисправности. Оба лётчика катапультировались и были спасены[212].
- 16 мая 2019 года в 15:40 F-16C Block 40C (с/н 88-0477; р/н 88477[213]), 175-й истребительной эскадрильи ВВС НГ Южной Дакоты, упал на крышу склада к западу от авиабазы «Марч[англ.]» в Калифорнии, пилот благополучно катапультировался, десяток человек был отправлен в больницу на обследование[214].
- 19 сентября 2019 года в 10:30 F-16BM (с/н 80-3593; р/н FB-18[215]), 2-го крыла Воздушного компонента Бельгии, потерпел крушение возле города Лорьян на территории департамента Морбиан на северо-западе Франции. Причиной стал отказ двигателя. Оба лётчика катапультировались, однако один из них зацепился за линию электропередачи. Самолёт упал в поле, неподалёку от частного дома, его фасад повреждён[216][217].
- 8 октября 2019 года в 15:15 F-16C Block 50 (с/н 91-0340; р/н CC-38[218]), 480-й истребительной эскадрильи ВВС США, после взлёта с авиабазы «Шпангдалем[англ.]» в Германии потерпел крушение недалеко от города Цеммер в округе Трир-Саарбург. Инцидент произошёл на незаселённой территории. Пилот смог катапультироваться, но был доставлен в госпиталь[219][220].
- 29 октября 2019 года в 19:16 F-16C Block 42J (с/н 90-0755; р/н 90755[221]), 314-й истребительной эскадрильи ВВС США, во время тренировочного полёта потерпел крушение в 130 км к югу от авиабазы «Холломан[англ.]» в штате Нью-Мексико. Пилот успешно катапультировался и был доставлен в местную больницу[222].
- 2 декабря 2019 года в 15:37 F-16C Block 40H (с/н 90-0714; р/н 90714[223]), 80-й истребительной эскадрильи ВВС США, потерпел крушение при заходе на взлётно-посадочную полосу авиабазы «Кунсан» в Республике Корее. Лётчик катапультировался и получил незначительные травмы[224].
- 14 января 2020 года F-16C Block 40 (с/н 96-0094; р/н 9719[225]) ВВС Египта потерпел крушение близ Рафаха на севере Синайского полуострова во время выполнения тренировочного полёта. Пилот погиб[226].
- 11 марта 2020 года в 11:00 F-16A Block 20 MLU (с/н 92-0406; р/н 92730[227]), приписанный к 9-й эскадрилье 38-го крыла ВВС Пакистана, потерпел крушение близ площади Шакарпариан в Исламабаде во время репетиции воздушного парада ко Дню Пактистана. Пилот — командир крыла Ноуман Акрам — погиб[228].
- 30 июня 2020 года в 23:30 F-16C Block 50 (с/н 94-0043; р/н 94043[229]), 77-й истребительной эскадрильи ВВС США, потерпел крушение на авиабазе «Шоу[англ.]» в Южной Каролине во время выполнения ночного тренировочного полёта. Пилот скончался в госпитале[230].
- 13 июля 2020 года в 18:00 F-16C, приписанный к 49-му крылу[англ.] ВВС США, разбился при заходе на посадку на авиабазу «Холломан» в штате Нью-Мексико. Пилот катапультировался и получил лёгкие травмы[231].
- 17 ноября 2020 года в 18:07 F-16A Block 20 (с/н 93-0773; р/н 6672[232]), 26-й тактической истребительной группы ВВС Тайваня, пропал без вести в 5 км к северо-востоку после взлёта с авиабазы Хуалянь. Истребителем управлял полковник Цзян Чжэн Чжи[233][234].
- 8 декабря 2020 года в 20:00 F-16C Block 30E (с/н 86-0317; р/н 86317[235]), 176-й истребительной эскадрилье ВВС НГ Висконсина, разбился в Национальном лесу Гайавата[англ.] на Верхнем полуострове Мичигана. Пилот был смертельно ранен[236][237].
- 1 июля 2021 года в 09:15 F-16A Block 20 MLU (с/н 89-0008; р/н FA-130[238]), 2-го крыла Воздушного компонента Бельгии, врезался в здание на военной базе «Леуварден[англ.]» в Нидерландах. Причиной стала «потеря контроля» после запуска двигателя. Пилот катапультировался и получил лёгкие травмы, также пострадал один человек, находившийся в здании[239][240].
- 18 ноября 2021 года в 15:49 F-16C Block 52+ ВВС Греции потерпел крушение во время учений на авиабазе «Андравида[англ.]». Пилот катапультировался[241][242].
- 11 января 2022 года в 15:26 F-16A Block 72 V (с/н 93-0751; р/н 6650[243]), 21-й тактической разведывательной эскадрилье ВВС Тайваня, спустя 30 минут после вылета для выполнения тренировочного полёта упал в море у западного побережья острова, в 23 километрах к западу от авиабазы «Цзяи[англ.]». Пилот погиб[244][245].
- 8 марта 2022 года в 13:40 F-16A Block 15P ADF, 103-й эскадрильи ВВС Таиланда, после технической неисправности потерпел крушение в районе Чаттурат[англ.] провинции Чайяпхум[246][247].
- 23 марта 2022 года в 11:15 F-16CM-42-CF ВВС США, 125-й истребительной эскадрильи ВВС НГ Оклахомы, потерпел крушение в приходе Борегард штата Луизиана, к югу от объединённого учебного центра боевой готовности «Форт Полк[англ.]»[248][249].
- 20 ноября 2022 года в 20:05 KF-16, 19-го крыла ВВС Республики Корея, потерпел крушение из-за отказа двигателя в 20 км к западу от авиабазы «Хоэнсон[англ.]» в провинции Канвондо. Истребитель был оснащен несколькими ракетами класса «воздух-воздух»[250][251].
- 6 мая 2023 года в 9:45 F-16 8-го истребительного крыла ВВС США, потерпел аварию и был уничтожен на сельскохозяйственных угодьях города Пхёнтхэк, недалеко от авиабазы «Осан[англ.]» в провинции Кёнгидо[252][253].
- 20 сентября 2023 года в 8:20 KF-16, 20-го истребительного крыла ВВС Республики Корея, при взлёте с авиабазы «Сосан[англ.]» в провинции Чхунчхон-Намдо потерпел крушение в 120 км к юго-западу от Сеула[254][255].
- В декабре 2023 разбился во время учений в Жёлтом море американский истребитель F-16, совершавший полеты в районе города Кунсан провинции Чолла-Пукто, пилот катапультировался.
- 20 марта 2024 года в 13:29 F-16C Block 52+, 337-й эскадрильи ВВС Греции, упал недалеко от острова Псатура[англ.] в Эгейском море[256][257].
- 30 апреля 2024 года, в 11:50 F-16 49-го крыла ВВС США, упал к западу от авиабазы «Холломан», недалеко от национального парка Уайт-Сандс в штате Нью-Мексико[258][259].
- 8 мая 2024 года, в 12:35 F-16C-52-CF ВВС Республики Сингапур[англ.] упал сразу после взлёта с авиабазы «Тенга[англ.]» в Западном регионе. Пилот был ранен[260][261].
- 26 августа 2024 года, на фоне российского нападения на Украину, F-16 ВВС Украины потерпел крушение во время российского ракетного удара, пилот погиб, предварительными причинами крушения могут быть ошибка пилота, дружественный огонь или технические неисправности[262][263][264][265].
- 12 апреля 2025 года предположительно в Сумской области ВВС Украины потеряли истребитель F-16, пилот погиб. Причиной гибели самолёта называют попадание ракеты ЗРК С-400 или ракеты класса „воздух-воздух" Р-37 ВС РФ[266].
- 16 мая 2025 года ВСУ сообщили о потере одного самолёта F-16 из-за "нештатной ситуации" на борту время отражения атаки российских дронов. Пилот катапультировался и был эвакуирован с места падения[267].
- 29 июня 2025 года один F-16 ВСУ потерпел крушение во время отражения ракетной и дроновой атаки ВС РФ, пилот погиб[268].

## Оценка эффективности
Издание Популярная механика даёт следующие оценки первых F-16: хорошие лётные данные, простота эксплуатации, невысокая цена, хороший обзор, что даёт пилоту преимущество в воздушном бою, хорошая компоновка электронных блоков, как следствие — удобство в обслуживании двигателя, иных узлов, высокий ресурс. Из недостатков называются: небольшая скорость, невысокий боевой радиус, однодвигательная схема, которая снижала надёжность самолёта. Издание подчёркивает: F-16 является одним из лучших однодвигательных истребителей в мире, c широким модернизационным потенциалом.
The National Interest называет F-16 одним из лучших и экономически эффективным реактивных истребителей в мире, характеризует его как быстрый и чрезвычайно манёвренный, лёгкий самолёт с мощным двигателем, который обеспечивает превосходное соотношение тяги к весу. Из недостатков называется: ограничение дальности и полезной нагрузки, по сравнению с двухдвигательными истребителями
В 2020 году китайский портал Sohu, проанализировав статистику воздушных боёв с участием F-16, указал, что в боях с самолётами советского и российского производства (являющихся основными потенциальными противниками НАТО) F-16 одержал 65 побед и не потерпел ни одного поражения.
Последние, 64-я и 65-я, победы были одержаны в марте 2020 года

## Галерея

F-16C/D Fighting Falcon 510-й истребительной эскадрильи 31-го истребительного крыла 3-й воздушной армии ВВС США
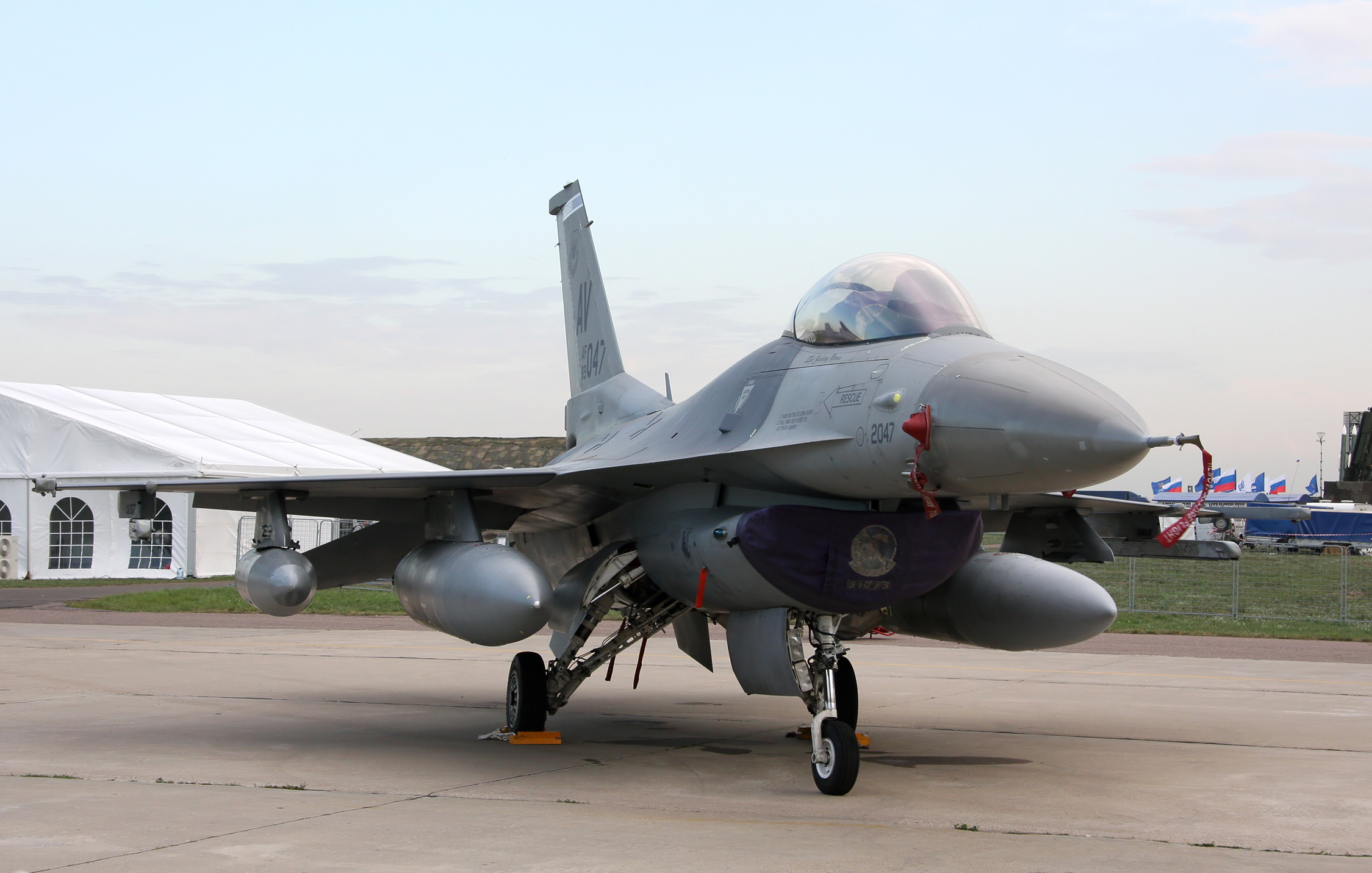
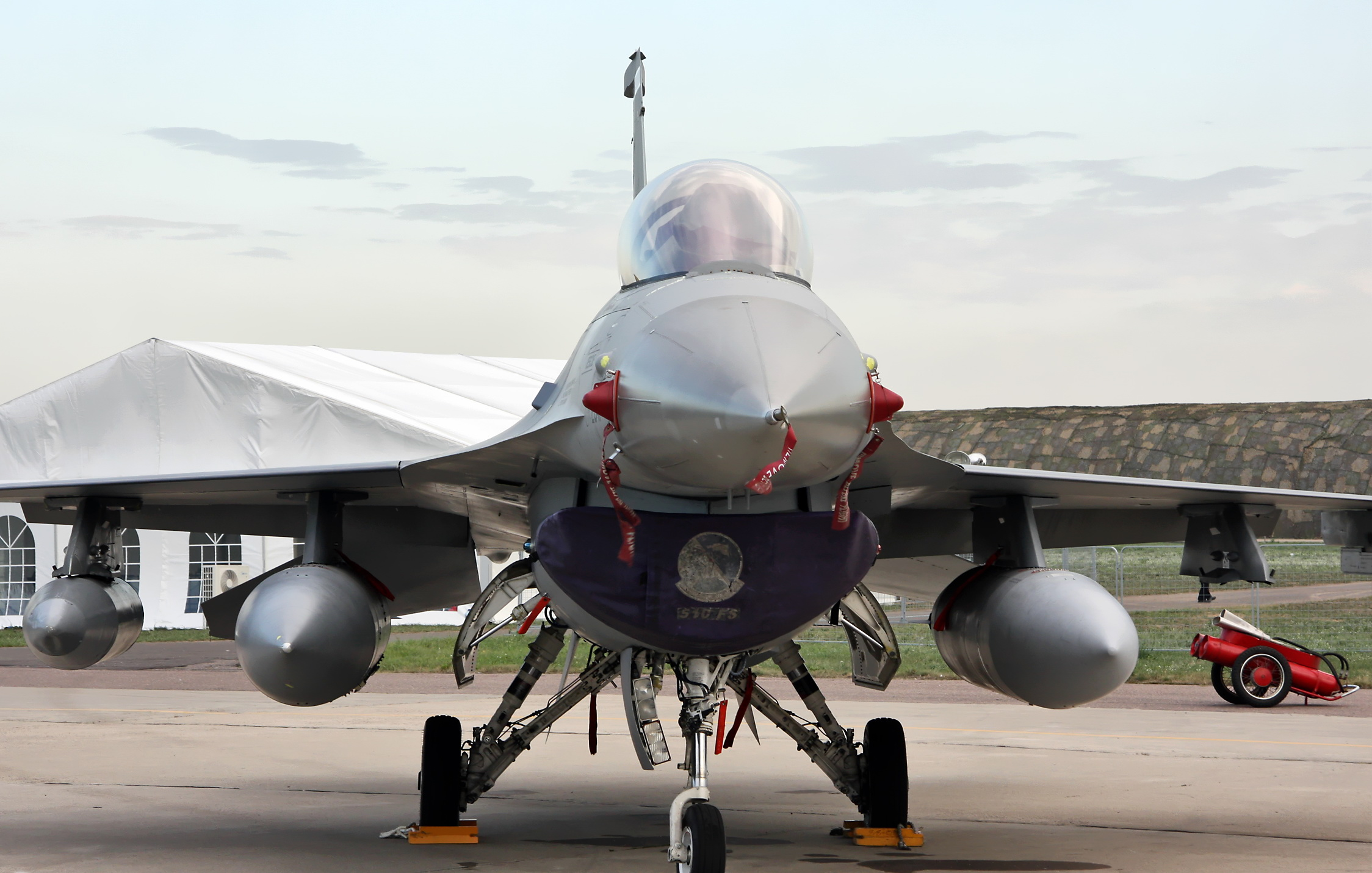
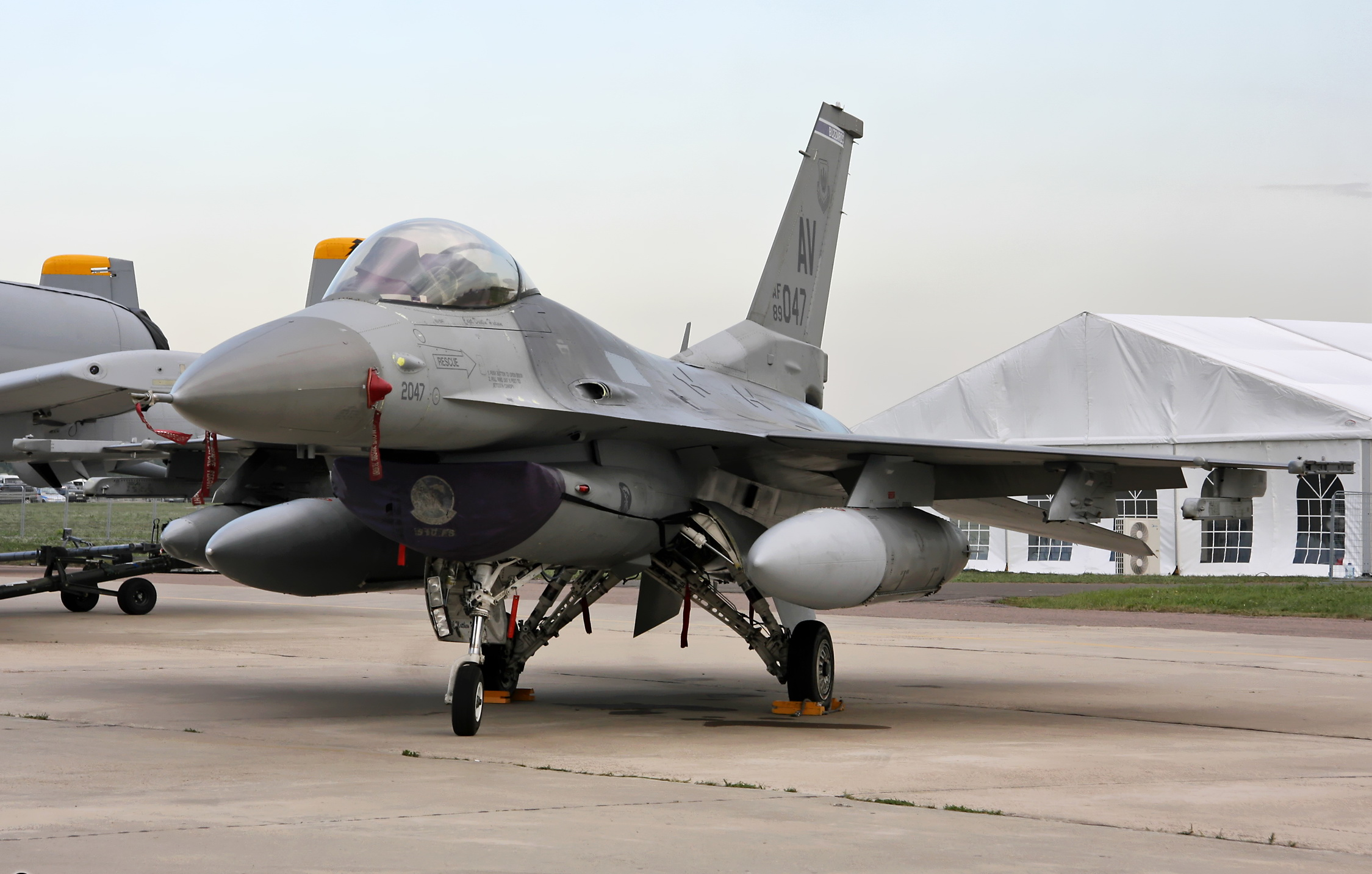
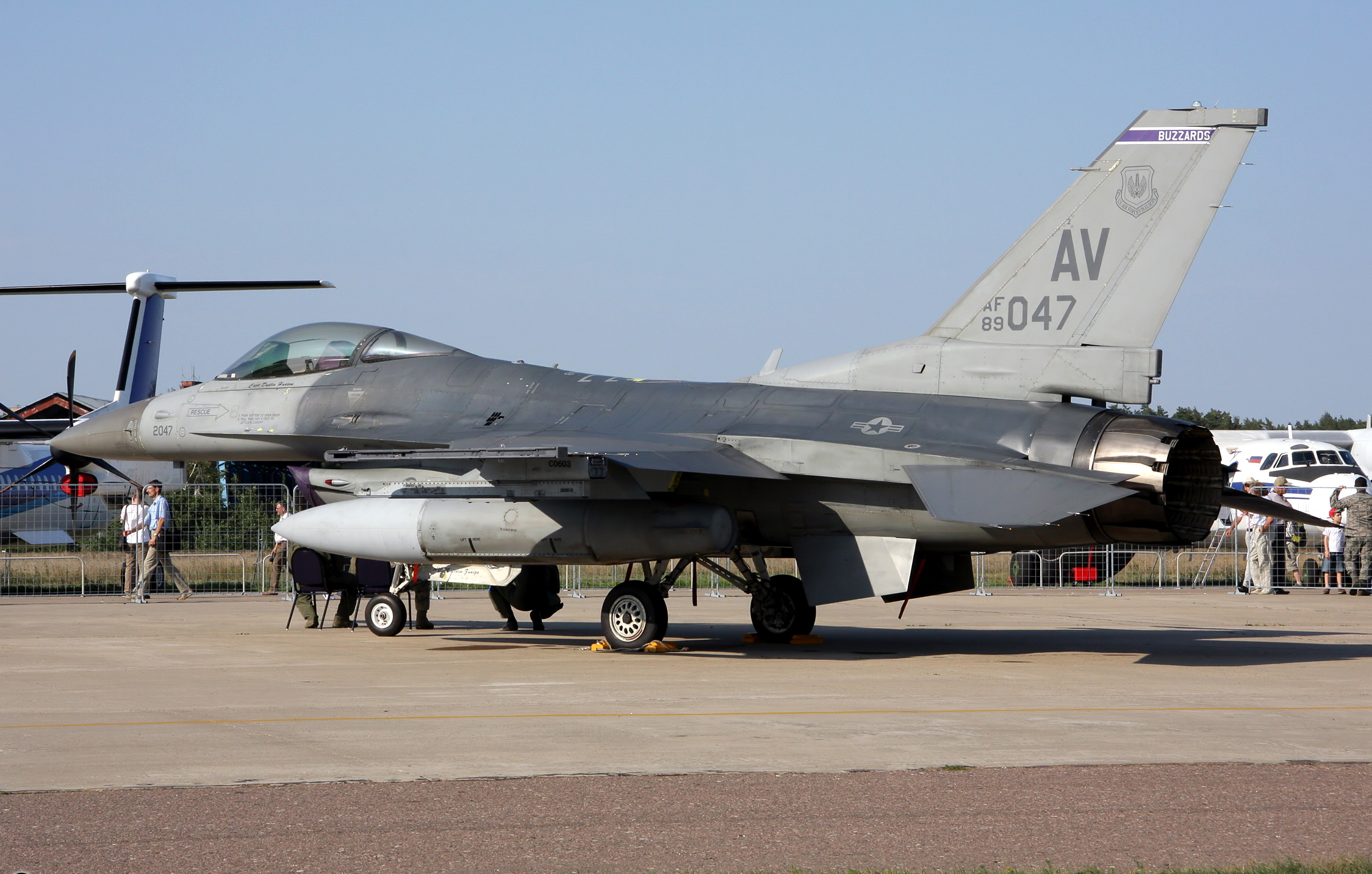
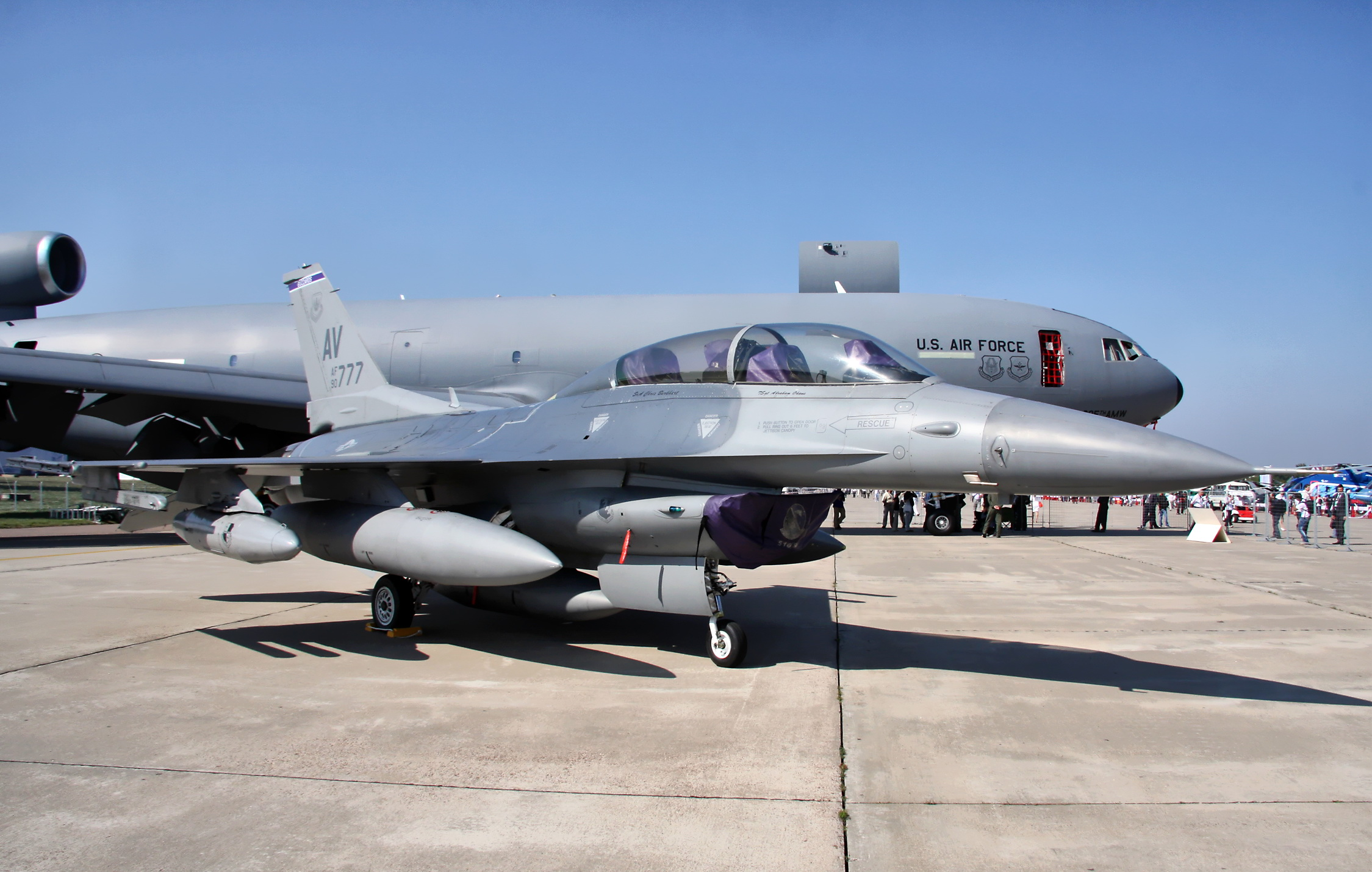
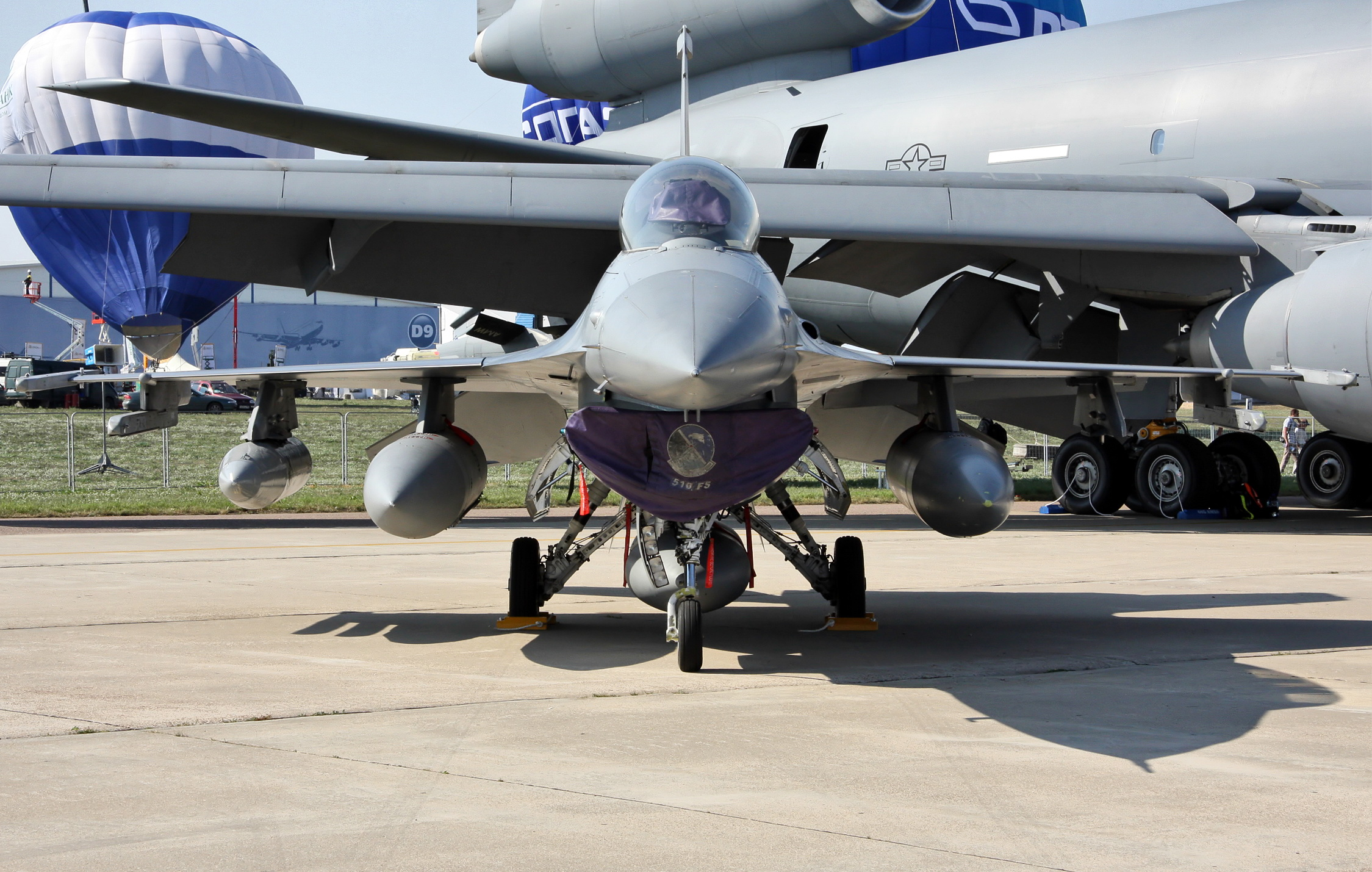
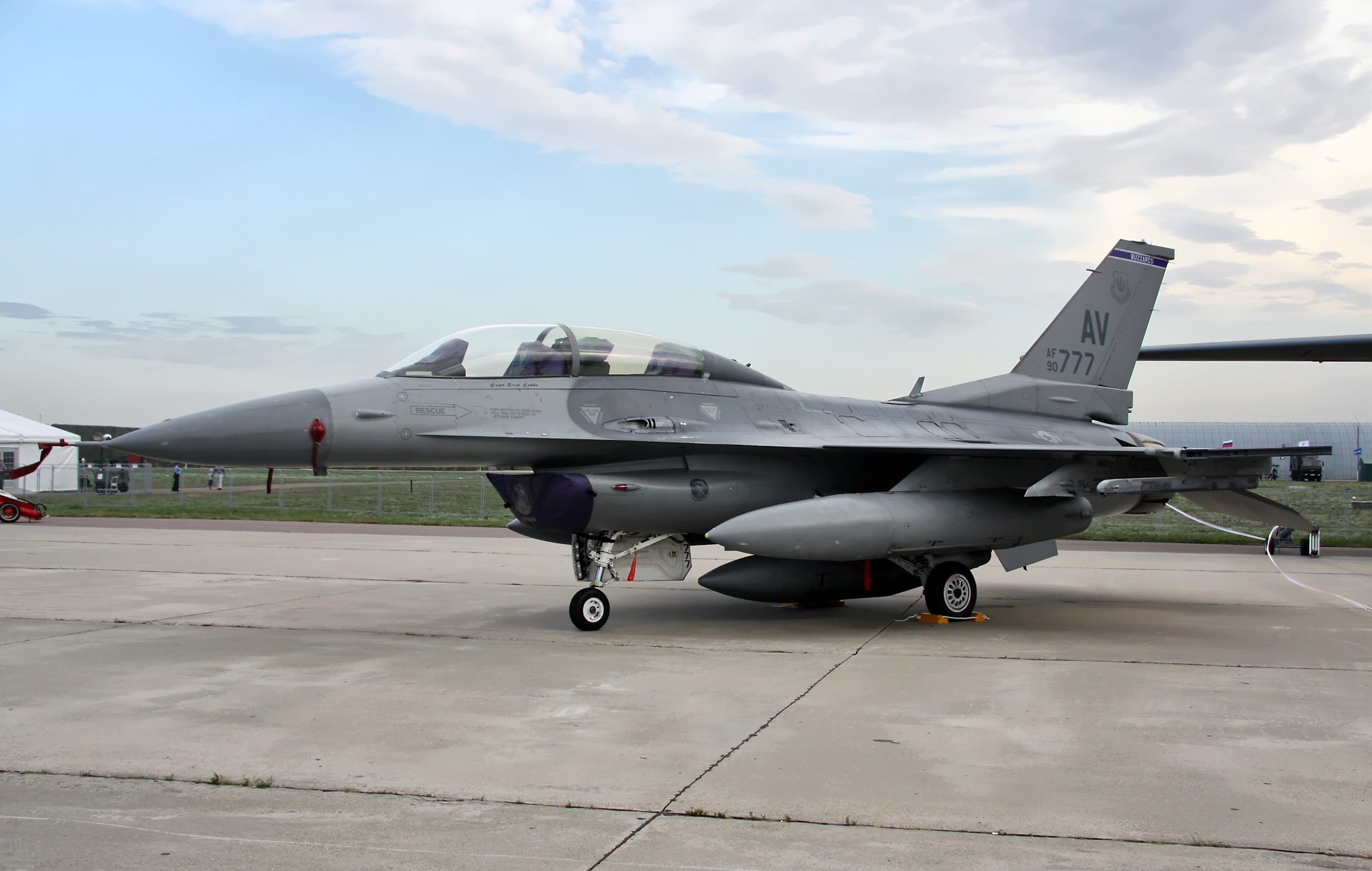
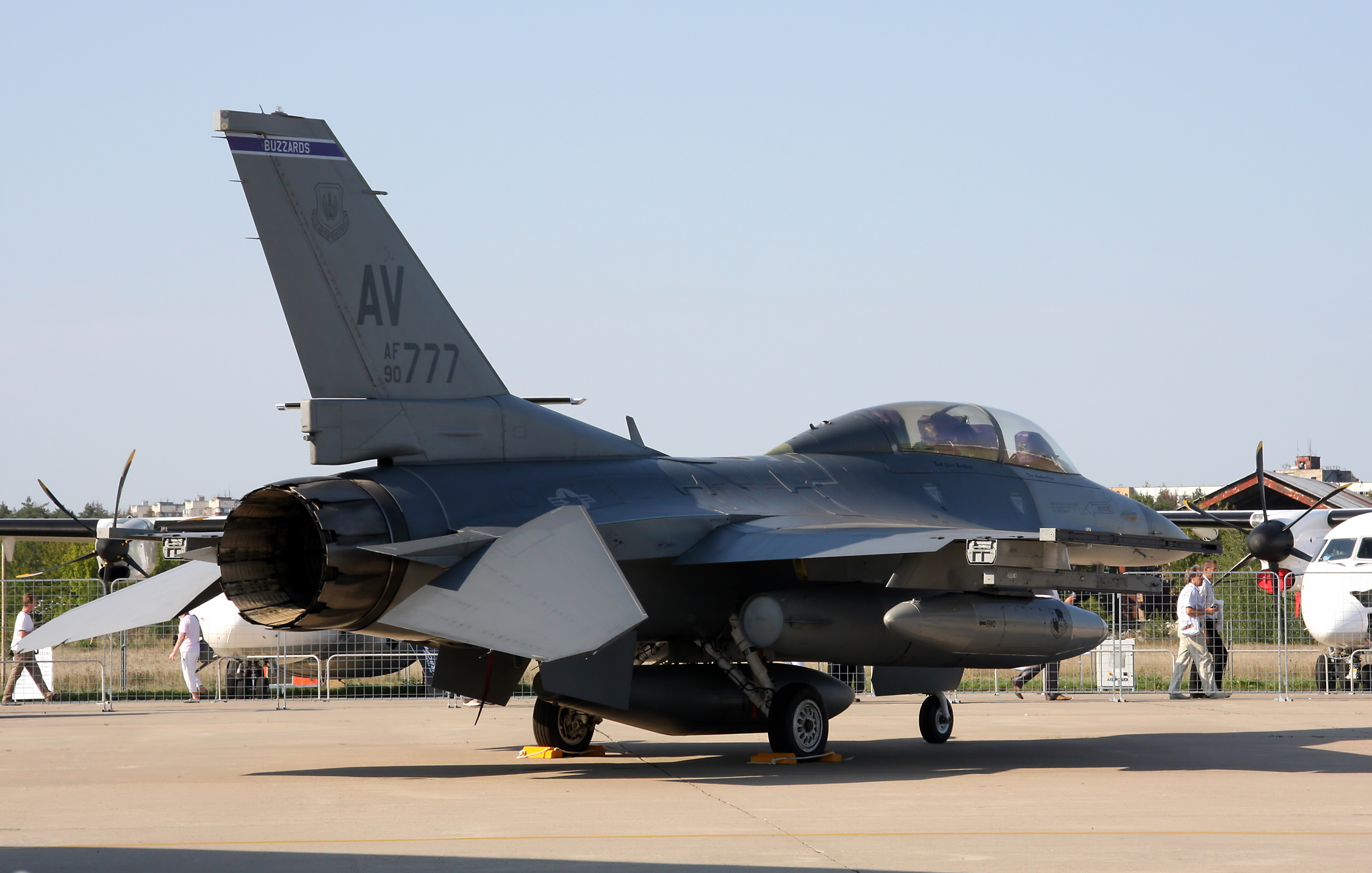
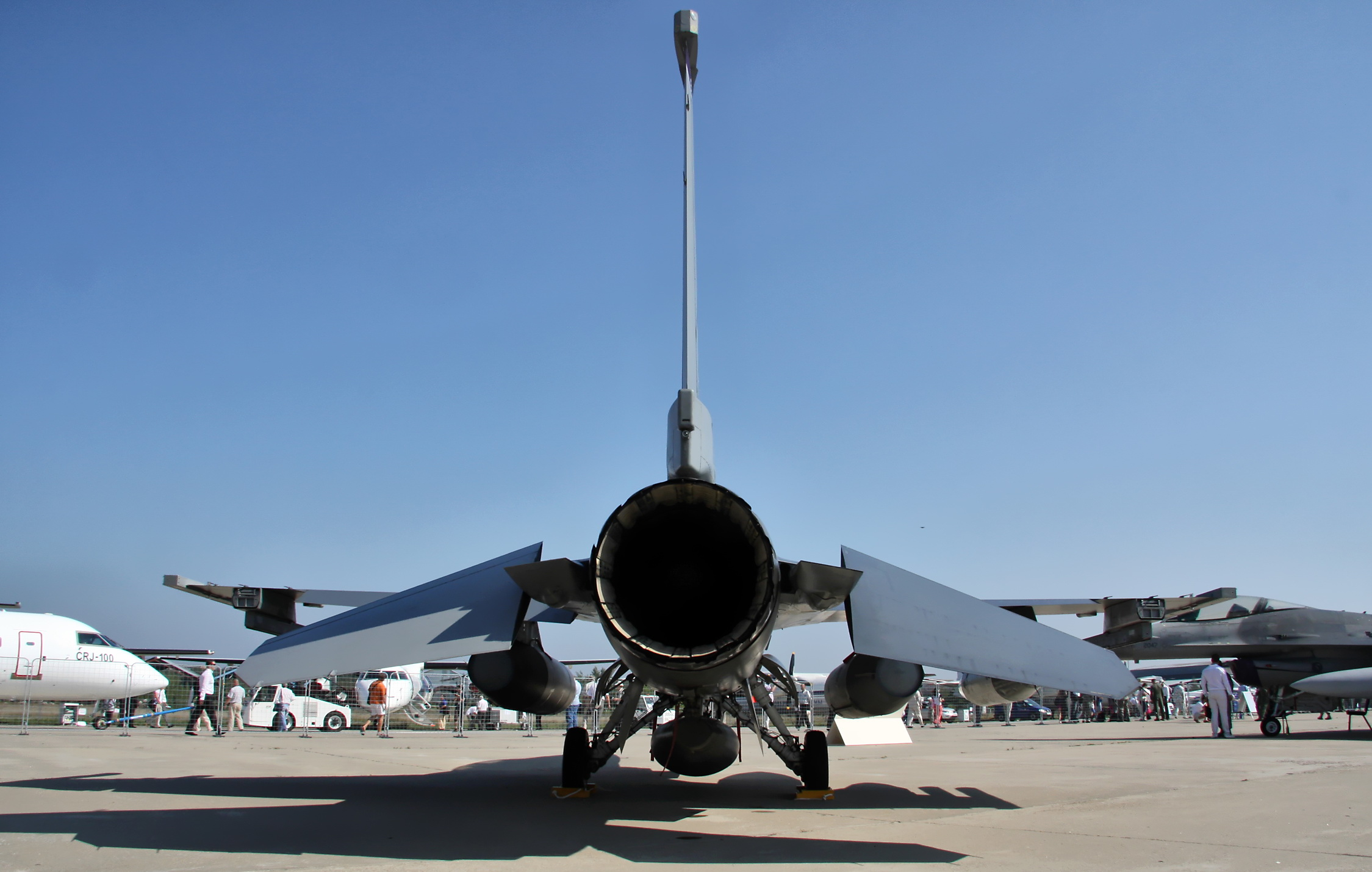
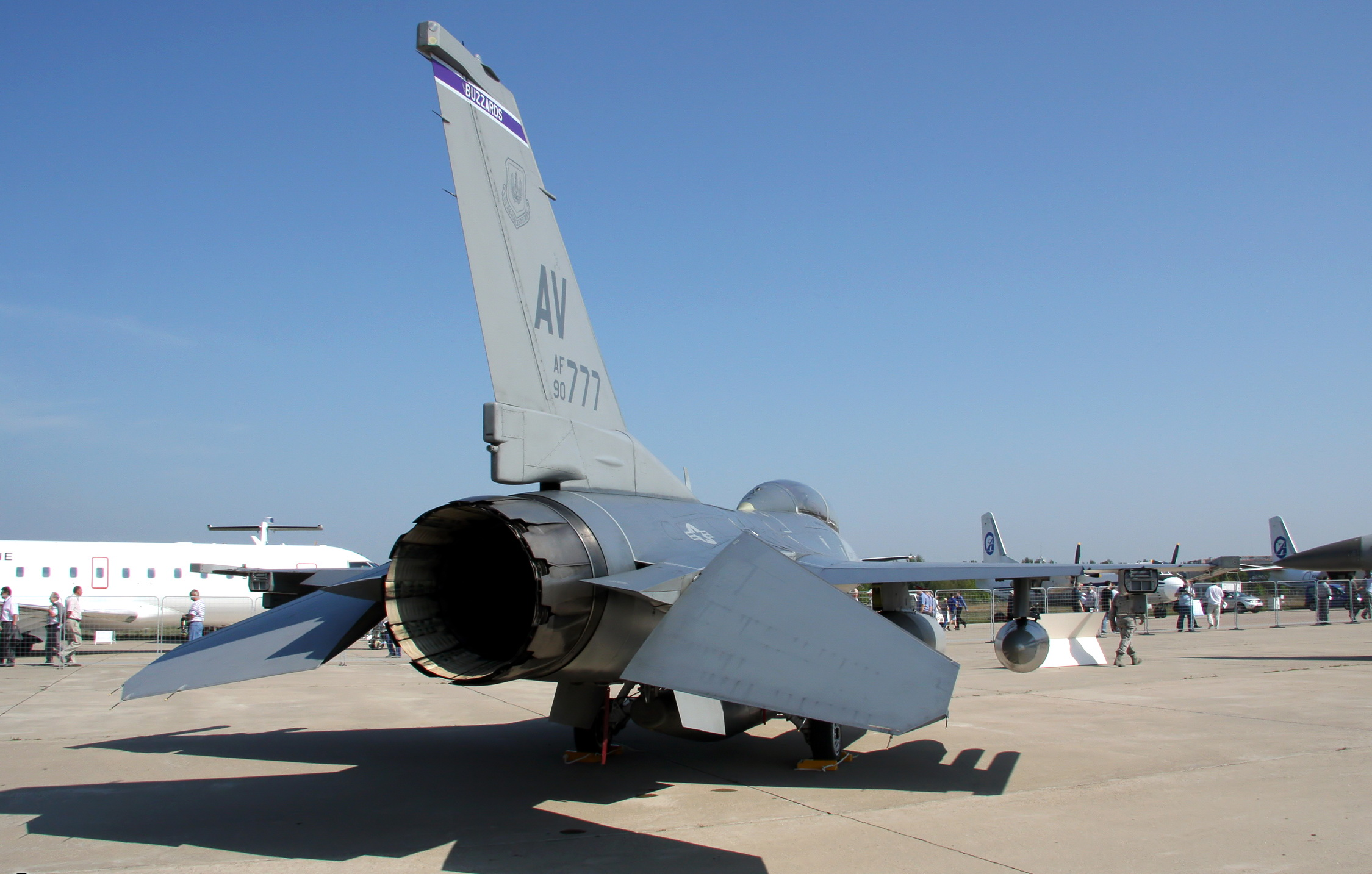

## В культуре
На F-16B Netz летал главный герой фильма «Железный орёл»
В компьютерных играх:
Существуют различные авиасимуляторы посвящённые F-16, среди них можно выделить серию Falcon, последняя из которых Falcon 4 BMS, модуль для Digital Combat Simulator— F-16C Viper, Strike Fighters 2 Israel а также классическую игру Strike Commander. Добавлен в War Thunder в обновлении Apex Predators.